# Huisseau-sur-Cosson
Pour les articles homonymes, voir Huisseau et Cosson (homonymie).
Huisseau-sur-Cosson est une commune française située dans le département de Loir-et-Cher, en région Centre-Val de Loire.

## Géographie

### Localisation
Huisseau-sur-Cosson est située dans le Val de Loire ainsi qu'en Sologne, plus particulièrement, au cœur du triangle d'or des châteaux de la Loire Chambord, Blois et Cheverny. Ce village est niché à 170 km au sud de Paris, à 10 km à l’est de Blois et à 2,5 km de l'entrée du parc du château de Chambord. Il est scindé en trois parties : Le Chîteau, le bourg et La Chaussée-le-Comte.
Huisseau-sur-Cosson fait partie de la communauté de communes du Grand Chambord qui compte 16 communes et est rattaché à l'unité urbaine, l'aire urbaine, la zone d'emploi et le bassin de vie de Blois.

Situation géographique
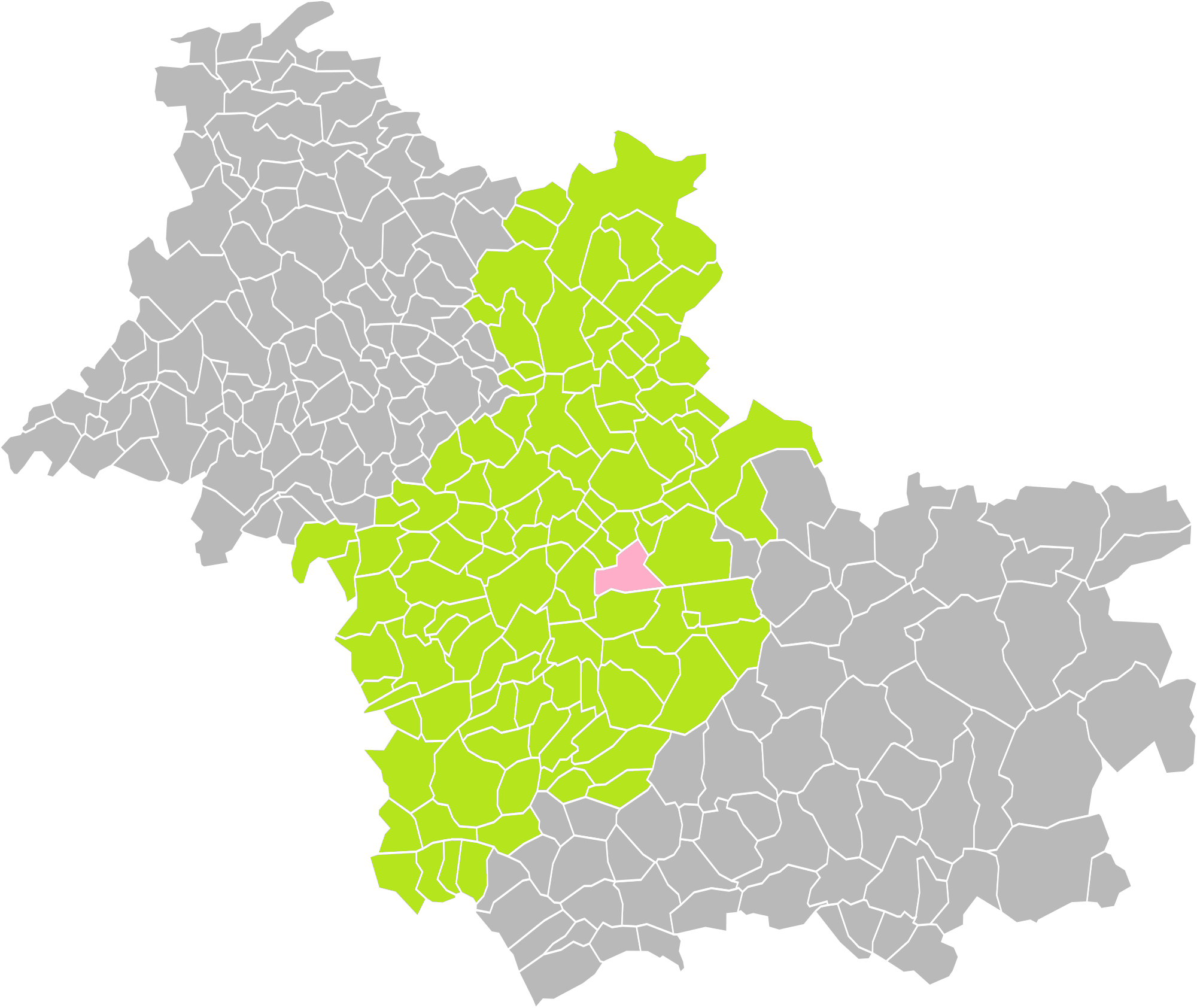
Localisation de la commune dans l'arrondissement de Blois
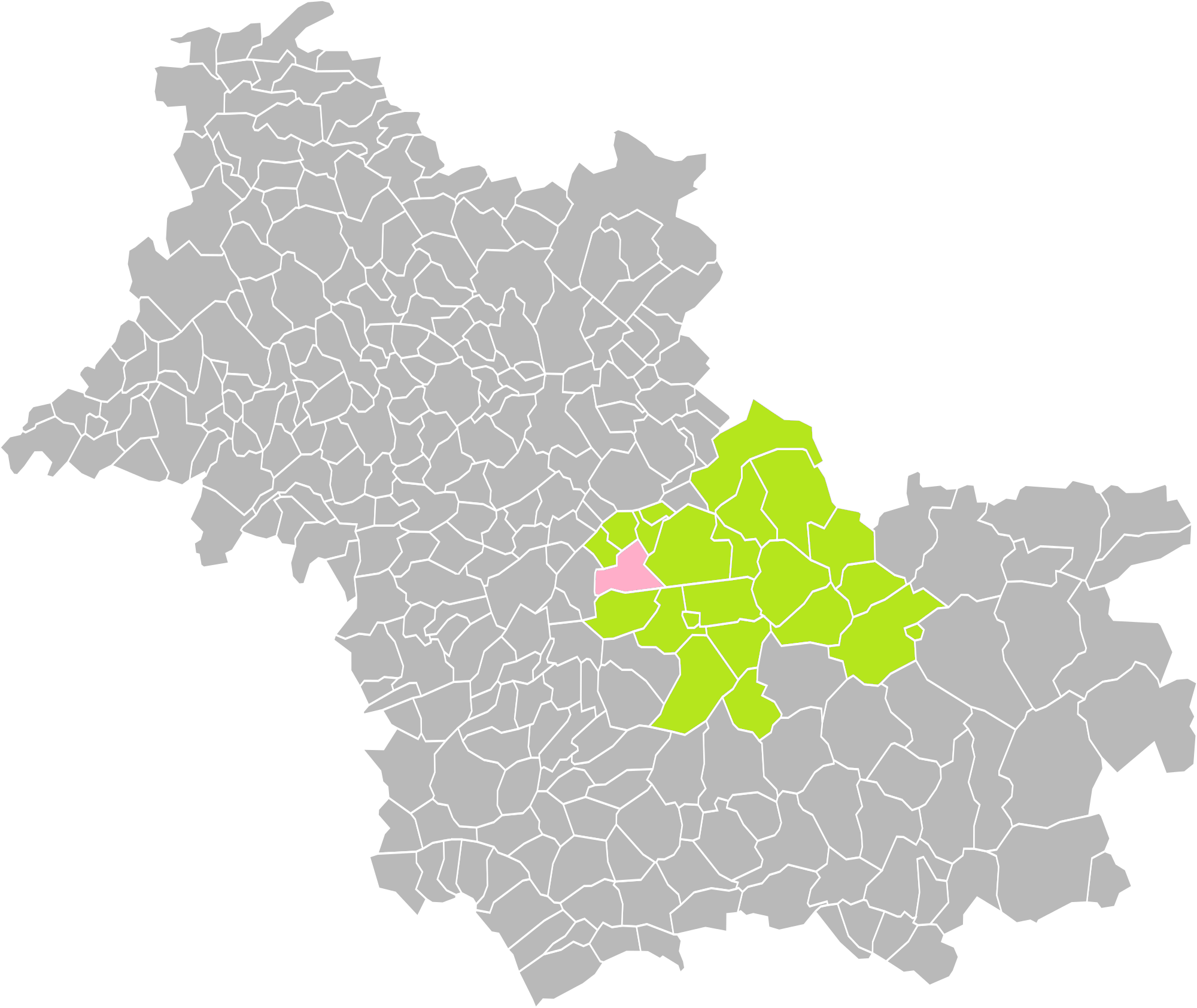
Localisation de la commune dans le canton de Chambord
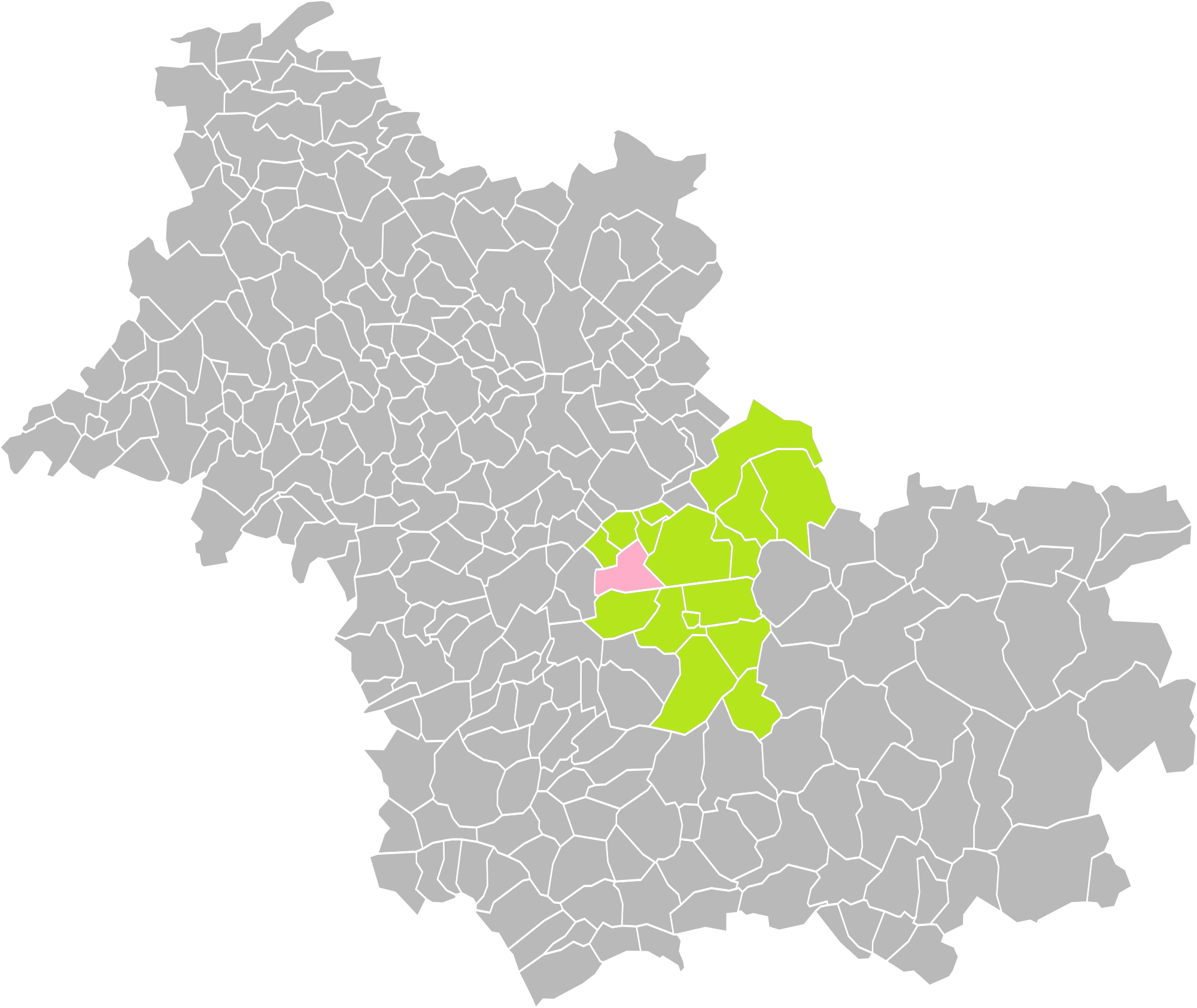
Localisation de la commune dans la Communauté de communes du Pays de Chambord

Représentations cartographiques de la commune
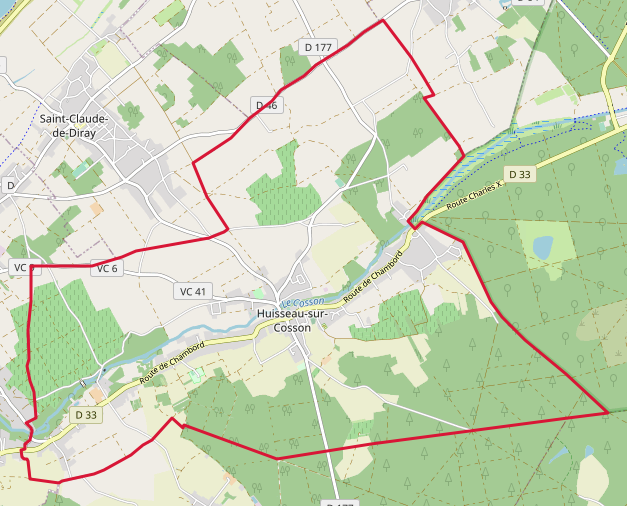
Carte OpenStreetMap
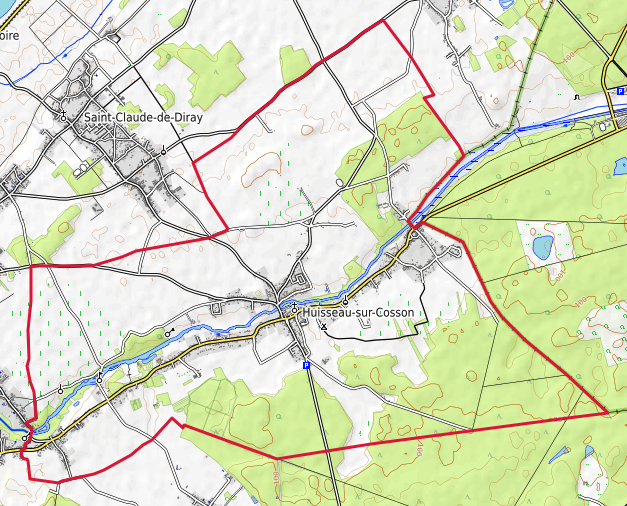
Carte topographique
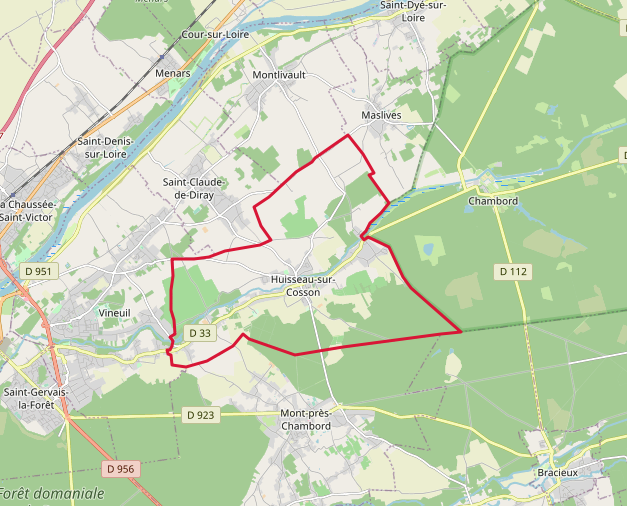
Carte avec les communes environnantes

Communes voisines de Huisseau-sur-Cosson :

### Géologie et relief
Huisseau-sur-Cosson se situe à l'extrémité nord-est de la Sologne viticole. En dehors de la forêt qui occupe 28,7% des sols et la zone urbanisée qui est de 8,4%, la majeure partie du territoire se compose de terres arables, zones agricoles hétérogènes et cultures permanentes.
Le point culminant de la commune se situe au nord-est du territoire, à l'intersection de la rue de Saumery et de la D177, à une altitude de 97 mètres. Le point le plus bas se situe le long du Cosson à l'ouest du bourg, entre le château de la Motte et celui des Grotteaux, à 72 mètres d'altitude.

### Hydrographie
Le Cosson, sous-affluent de la Loire, traverse la commune d'est en ouest. Il a lui-même un affluent qui vient de Tour-en-Sologne pour se jeter dans le Cosson au niveau du cimetière après un parcours de 7 km. Ce sous-affluent du Cosson reçoit les eaux de trois autres ruisseaux. La longueur cumulée des cours d'eau sur la commune est de 9,83 km.

### Climat
Pour des articles plus généraux, voir Climat du Centre-Val de Loire et Climat de Loir-et-Cher.
En 2010, le climat de la commune est de type climat océanique dégradé des plaines du Centre et du Nord, selon une étude du CNRS s'appuyant sur une série de données couvrant la période 1971-2000. En 2020, Météo-France publie une typologie des climats de la France métropolitaine dans laquelle la commune est exposée à un climat océanique altéré et est dans la région climatique Moyenne vallée de la Loire, caractérisée par une bonne insolation (1 850 h/an) et un été peu pluvieux.
Pour la période 1971-2000, la température annuelle moyenne est de 11 °C, avec une amplitude thermique annuelle de 15,1 °C. Le cumul annuel moyen de précipitations est de 650 mm, avec 10,5 jours de précipitations en janvier et 7 jours en juillet. Pour la période 1991-2020, la température moyenne annuelle observée sur la station météorologique de Météo-France la plus proche, sur la commune de Cheverny à 10 km à vol d'oiseau, est de 11,8 °C et le cumul annuel moyen de précipitations est de 675,8 mm,. Pour l'avenir, les paramètres climatiques de la commune estimés pour 2050 selon différents scénarios d'émission de gaz à effet de serre sont consultables sur un site dédié publié par Météo-France en novembre 2022.

### Voies de communication et transports
La D33 qui relie Vineuil et Chambord traverse la commune.
La ligne de cars numéro 2 qui va de Blois à Lamotte-Beuvron passe par Huisseau-sur-Cosson.

### Voies et lieux-dits
| 64 odonymes recensés à Huisseau-sur-Cosson au 29 mai 2019 | 64 odonymes recensés à Huisseau-sur-Cosson au 29 mai 2019 | 64 odonymes recensés à Huisseau-sur-Cosson au 29 mai 2019 | 64 odonymes recensés à Huisseau-sur-Cosson au 29 mai 2019 | 64 odonymes recensés à Huisseau-sur-Cosson au 29 mai 2019 | 64 odonymes recensés à Huisseau-sur-Cosson au 29 mai 2019 | 64 odonymes recensés à Huisseau-sur-Cosson au 29 mai 2019 | 64 odonymes recensés à Huisseau-sur-Cosson au 29 mai 2019 | 64 odonymes recensés à Huisseau-sur-Cosson au 29 mai 2019 | 64 odonymes recensés à Huisseau-sur-Cosson au 29 mai 2019 | 64 odonymes recensés à Huisseau-sur-Cosson au 29 mai 2019 | 64 odonymes recensés à Huisseau-sur-Cosson au 29 mai 2019 | 64 odonymes recensés à Huisseau-sur-Cosson au 29 mai 2019 | 64 odonymes recensés à Huisseau-sur-Cosson au 29 mai 2019 | 64 odonymes recensés à Huisseau-sur-Cosson au 29 mai 2019 | 64 odonymes recensés à Huisseau-sur-Cosson au 29 mai 2019 | 64 odonymes recensés à Huisseau-sur-Cosson au 29 mai 2019 | 64 odonymes recensés à Huisseau-sur-Cosson au 29 mai 2019 | 64 odonymes recensés à Huisseau-sur-Cosson au 29 mai 2019 |
| Allée                                                     | Ave.                                                      | Bld                                                       | Chemin                                                    | Clos                                                      | Cours                                                     | Imp.                                                      | Montée                                                    | Pass.                                                     | Place                                                     | Pont                                                      | Quai                                                      | Rd-point                                                  | Route                                                     | Rue                                                       | Ruelle                                                    | Square                                                    | Autres                                                    | Total                                                     |
| --------------------------------------------------------- | --------------------------------------------------------- | --------------------------------------------------------- | --------------------------------------------------------- | --------------------------------------------------------- | --------------------------------------------------------- | --------------------------------------------------------- | --------------------------------------------------------- | --------------------------------------------------------- | --------------------------------------------------------- | --------------------------------------------------------- | --------------------------------------------------------- | --------------------------------------------------------- | --------------------------------------------------------- | --------------------------------------------------------- | --------------------------------------------------------- | --------------------------------------------------------- | --------------------------------------------------------- | --------------------------------------------------------- |
| 4                                                         | 0                                                         | 0                                                         | 10                                                        | 0                                                         | 0                                                         | 1                                                         | 0                                                         | 0                                                         | 3                                                         | 0                                                         | 0                                                         | 0                                                         | 2                                                         | 31                                                        | 0                                                         | 0                                                         | 13                                                        | 64                                                        |
| Notes « N »                                               | Notes « N »                                               | 1. 2. 3. 4. 5. 6.                                         | 1. 2. 3. 4. 5. 6.                                         | 1. 2. 3. 4. 5. 6.                                         | 1. 2. 3. 4. 5. 6.                                         | 1. 2. 3. 4. 5. 6.                                         | 1. 2. 3. 4. 5. 6.                                         | 1. 2. 3. 4. 5. 6.                                         | 1. 2. 3. 4. 5. 6.                                         | 1. 2. 3. 4. 5. 6.                                         | 1. 2. 3. 4. 5. 6.                                         | 1. 2. 3. 4. 5. 6.                                         | 1. 2. 3. 4. 5. 6.                                         | 1. 2. 3. 4. 5. 6.                                         | 1. 2. 3. 4. 5. 6.                                         | 1. 2. 3. 4. 5. 6.                                         | 1. 2. 3. 4. 5. 6.                                         | 1. 2. 3. 4. 5. 6.                                         |
| Sources : OpenStreetMap                                   |                                                           |                                                           |                                                           |                                                           |                                                           |                                                           |                                                           |                                                           |                                                           |                                                           |                                                           |                                                           |                                                           |                                                           |                                                           |                                                           |                                                           |                                                           |

## Urbanisme

### Typologie
Au 1er janvier 2024, Huisseau-sur-Cosson est catégorisée commune rurale à habitat dispersé, selon la nouvelle grille communale de densité à sept niveaux définie par l'Insee en 2022.
Elle appartient à l'unité urbaine de Blois, une agglomération intra-départementale regroupant sept communes, dont elle est une commune de la banlieue,,. Par ailleurs la commune fait partie de l'aire d'attraction de Blois, dont elle est une commune de la couronne,. Cette aire, qui regroupe 78 communes, est catégorisée dans les aires de 50 000 à moins de 200 000 habitants,.

### Logement
|                                                         | Huisseau-sur-Cosson | Loir-et-Cher | France entière |
| ------------------------------------------------------- | ------------------- | ------------ | -------------- |
| Résidences principales (en %)                           | 86,6                | 81,7         | 82,3           |
| Résidences secondaires et logements occasionnels (en %) | 5,2                 | 7,9          | 9,6            |
| Logements vacants (en %)                                | 8,2                 | 10,4         | 8,1            |

## Toponymie
Le nom de Huisseau dérive de « huis », rappelant l'activité de l'ermite My délivrant ses conseils dans un « huis étroit ». Il s'agit donc d'un hagiotoponyme caché.
Au Moyen Âge, le village est dénommé « Oscellensis » (parfois écrit « Oscalensis » ou « Oscilensis ») ; il ne prit le nom de Huisseau qu’au XIIIe siècle[source insuffisante].
C'est en 1812 que la commune adopta, pour se différencier de ses deux homonymes en France,, le nom unique de Huisseau-sur-Cosson.

## Histoire

### Origines
Quelques sites archéologiques (menhir des Grotteaux et les ruines de la Motte Boulogne), tous deux situés sur la rive gauche du Cosson à environ 1 500 m en aval du centre du bourg, attestent que le village existait déjà à l'époque des Carnutes[source insuffisante].
À l'époque gallo-romaine, une voie semblait déjà exister entre Camboritu (Chambord) et Blesum (Blois), suivant le cours du Cosson. Selon l'historien Benjamin Guérard, la première partie du nom du hameau de La Chaussée-le-Comte rappelle cette voie romaine, à l'instar de La Chaussée-Saint-Victor.
Un « trésor de Huisseau-sur-Cosson », avec un total d'environ 300 pièces romaines, a été mis au jour en 1834,[source insuffisante].

### Moyen Âge et Ancien Régime
La légende de l'ermite My, qui aurait entamé la christianisation du village, remonte au Haut Moyen Âge[source insuffisante]. Avec le temps, la chapelle qu'il aurait fondée se serait développée autour d'une église paroissiale et d'un prieuré relevant de l'abbaye de Bourg-Moyen, à Blois. Dépendant de l'Église par l'intermédiaire de l'abbaye, le village a échappé à la féodalité pourtant courante en val de Loire.
C’est à la Renaissance, sous le règne de François Ier, que le village prit son véritable essor lors de l’édification du château de Chambord. À l'image de Saint-Dyé qui servait alors de base aux mariniers de la Loire, de nombreux artisans qui œuvrèrent à ce gigantesque chantier s'installèrent au bord du Cosson, à Huisseau[source insuffisante].
Le château des Grotteaux fut construit dans la commune en 1620.

### Révolution française et Empires

#### Nouvelle organisation territoriale
Le décret de l'Assemblée nationale du 12 novembre 1789 décrète qu'« il y aura une municipalité dans chaque ville, bourg, paroisse ou communauté de campagne », mais ce n'est qu'avec le décret de la Convention nationale du 10 brumaire an II (31 octobre 1793) que la paroisse de Huisseau devient formellement « commune de Huisseau »,.
En 1790, dans le cadre de la création des départements, la municipalité est rattachée au canton de Bracieux, au district de Blois, et au département du Loir-et-Cher.
Les cantons sont supprimés en tant que découpage administratif par une loi du 26 juin 1793, et ne conservent qu'un rôle électoral, permettant l'élection des électeurs du second degré chargés de désigner les députés,. La Constitution du 5 fructidor an III, appliquée à partir de vendémiaire an IV (1795) supprime les districts, considérés comme des rouages administratifs liés à la Terreur, mais maintient les cantons qui acquièrent dès lors plus d'importance en retrouvant une fonction administrative.
Enfin, sous le Consulat, un redécoupage territorial visant à réduire le nombre de justices de paix ramène le nombre de cantons en Loir-et-Cher de 33 à 24. Huisseau est alors rattachée au canton de Blois-Est et à l'arrondissement de Blois par arrêté du 5 vendémiaire an X (26 septembre 1801),,. Cette organisation va rester inchangée pendant plus de 150 ans.

### Époque récente
L'histoire de la commune est connue par deux ouvrages,.
Au niveau du bourg, le pont sur le Cosson jusqu'alors en bois est remplacé par un pont en pierre en 1831.
Le cimetière alors situé près de l'église Saint-Etienne est déplacé rue de Châtillon (emplacement actuel) en 1860. Il est agrandi en 1975 puis en 2007.
Le bâtiment qui abrite la mairie et l'école du bourg est construit entre 1881 et 1884. Après des extensions, un nouvel ensemble scolaire est mis en service en 2001. L'école du Chîteau, prévue pour accueillir les enfants de Vineuil et Huisseau trop éloignés de leur bourg respectif est construite en 1885 grâce à une subvention du département. Après une extension dans les années 1950, elle est fermée en 2001.
La décision de créer un bureau télégraphique est prise en 1889. Le rattachement de la commune au réseau téléphonique a lieu en 1909. La construction du bureau de poste commence en 1913 et s'achève en 1918.
Le lavoir du bourg sur le Cosson est construit en 1897, comme celui de La Chaussée-le-Comte; celui du Chîteau le sera en 1899.
L'électricité arrive dans la commune en 1907 mais en 1920 seulement à La Chaussée-le-Comte.
La Première Guerre mondiale fait 67 victimes parmi les soldats huissellois. Le monument aux morts est érigé en leur mémoire et inauguré en 1923.
La salle des fêtes ou foyer familial est construit vers 1931-1932; elle est située entre la mairie et l'église Saint-Etienne.
Après l'occupation de Huisseau-sur-Cosson pendant la Seconde Guerre mondiale, la commune est libérée le 15 septembre 1944.
L'eau potable arrive dans la commune en 1950, d'abord grâce au forage de Saint-Claude-de-Diray puis, en 1973, grâce à un forage communal et la construction du château d'eau.
Les places de la Mairie et du 19 mars 1962 ainsi que les commerces du bourg sont aménagés en 1983.
En 1987, le stade de la Tonnelle est créé en remplacement de celui de l'Hardillet.
La déchetterie commune à Saint-Claude-de-Diray et Huisseau-sur-Cosson est ouverte en 1995.
La médiathèque est inaugurée le 21/09/2013 dans les locaux de l’ancien centre d’intervention des sapeurs-pompiers. Elle porte le nom de Muguette Bigot (1923-2012), poétesse, chevalier des Arts et Lettres, née à Huisseau-sur -Cosson.
Une passerelle pour piétons est installée à côté du pont du bourg en décembre 2015.

## Politique et administration

### Tendances politiques et résultats
Élections présidentielles
Résultats des deuxièmes tours :
- Élection présidentielle de 2002 : 82,21 % pour Jacques Chirac (RPR), 17,79 % pour Jean-Marie Le Pen (FN), 79,71 % de participation[40].
- Élection présidentielle de 2007 : 51,88 % pour Nicolas Sarkozy (UMP), 48,12 % pour Ségolène Royal (PS), 88,56 % de participation[41].
- Élection présidentielle de 2012 : 51,72 % pour Nicolas Sarkozy (UMP), 48,28 % pour François Hollande (PS), 84,19 % de participation[42].
- Élection présidentielle de 2017 : 60,47 % pour Emmanuel Macron (EM), 39,53 % pour Marine Le Pen (FN), 77,75 % de participation[43].

Élections législatives
Résultats des deuxièmes tours :
- Élections législatives de 2017 : 52,55 % pour Jean-Luc Brault (REM), 47,45 % pour Guillaume Peltier (LR), 44,67 % de participation[44].

Élections européennes
Résultats des deux meilleurs scores :
- Élections européennes de 2014 : 29,96 % pour Bernard Monot (Liste bleu marine - non à Bruxelles, oui à la France, FN), 16,78 % pour Brice Hortefeux (Pour la France, agir en Europe, UMP), 44,08 % de participation[45].
- Élections européennes de 2019 : 23,18 % pour Marine Le Pen (Prenez le pouvoir), 22,41 % pour Nathalie Loiseau (Renaissance soutenue par la République en marche, le Modem et ses partenaires), 54,34 % de participation[46].

Élections régionales
Résultats des deux meilleurs scores :
- Élections régionales de 2015 : 37,17 % pour François Bonneau (À fond ma région, LUG), 32,49 % pour Philippe Loiseau (Liste Front national, FN), 61,75 % de participation[47].

Élections cantonales et départementales
Résultats des deuxièmes tours :
- Élections cantonales de 2011 : 68,79 % pour Gilles Clément (PS), 31,21 % pour Hélène Langlais (UMP), 37,17 % de participation[48].

Élections municipales
Résultats des deuxièmes tours :
- Élections municipales de 2014 : 100,00 % pour Joël Debuigne (Huisseau Horizon 2020, LDIV) élu au premier tour, 57,33 % de participation[49].

Référendums

### Liste des maires
| Période           | Période           | Identité                                                      | Étiquette | Qualité                                                                       |
| ----------------- | ----------------- | ------------------------------------------------------------- | --------- | ----------------------------------------------------------------------------- |
| 2 février 1790    | 20 novembre 1791  | Joseph Blanvillain                                            |           |                                                                               |
| 20 novembre 1791  | 2 décembre 1792   | Claude Clément                                                |           | Vigneron au bourg                                                             |
| 2 décembre 1792   | 1er décembre 1793 | Jacques Guignard                                              |           |                                                                               |
| 1er décembre 1793 | 28 juin 1794      | Antoine Houri                                                 |           | Officier municipal lors du précédente mandat                                  |
| 28 juin 1794      | 2 novembre 1795   | Gentien Sébille                                               |           |                                                                               |
| 2 novembre 1795   | 29 juin 1800      | Vincent Mauguin                                               |           |                                                                               |
| 29 juin 1800      | 2 août 1812       | Pierre Fromet                                                 |           | Décédé pendant son mandat                                                     |
| 2 août 1812       | 15 mai 1819       | Michel Tassin                                                 |           | Notaire, décédé pendant son mandat                                            |
| 15 mai 1819       | 5 décembre 1819   | Honoré Porcher                                                |           | Maire par intérim                                                             |
| 5 décembre 1819   | 15 janvier 1826   | François Marie Louis Hérode                                   |           | Notaire                                                                       |
| 15 janvier 1826   | 1er novembre 1831 | Gabriel Girard                                                |           |                                                                               |
| 1er novembre 1831 | 22 décembre 1834  | François Marie Louis Hérode                                   |           | Notaire                                                                       |
| 22 décembre 1834  | 9 août 1840       | Jacques Porcher                                               |           |                                                                               |
| 9 août 1840       | 10 août 1862      | Louis Marie Auguste Bernard de Johanne de la Carré de Saumery |           | Marquis de Saumery, décédé pendant son mandat                                 |
| 10 août 1862      | 7 octobre 1870    | Constant Moreau                                               |           | Maire-adjoint des quatre précédents mandats                                   |
| 7 octobre 1870    | 14 mai 1871       | Alexandre Lardier                                             |           | Démissionnaire                                                                |
| 14 mai 1871       | 15 mars 1874      | Michel Bourgitteau                                            |           | Maire-adjoint du précédent mandat, non démissionnaire, désavoué par le Préfet |
| 15 mars 1874      | 8 octobre 1876    | Louis Menard                                                  |           |                                                                               |
| 8 octobre 1876    | 15 mai 1892       | Étienne Mathieu Rotté                                         |           | Maire-adjoint de 1871 à 1874                                                  |
| 15 mai 1892       | 19 janvier 1902   | Émile Derouet                                                 |           | Buraliste                                                                     |
| 19 janvier 1902   | 15 mai 1904       | Auguste Deniau                                                |           | Élu maire en tant que doyen du conseil municipal                              |
| 15 mai 1904       | 10 décembre 1919  | Alexandre Victor Biémont-Silot                                |           | Maire-adjoint de 1900 à 1901                                                  |
| 10 décembre 1919  | 19 mai 1929       | Louis Frin-Racault                                            |           | Maire-adjoint depuis 1904                                                     |
| 19 mai 1929       | 26 octobre 1941   | Julien Rotté                                                  |           | Maire-adjoint depuis 1925                                                     |
| 26 octobre 1941   | 22 octobre 1944   | Émile Malaval                                                 |           | Nommé par le Préfet après suspension du conseil municipal précédent           |
| 22 octobre 1944   | 6 mai 1953        | Georges Boucher                                               |           | Distillateur, conseiller municipal depuis 1941                                |
| 6 mai 1953        | 27 mars 1977      | Aimé Boucher                                                  |           |                                                                               |
| 27 mars 1977      | 17 mars 1989      | Raymond Daudin                                                |           |                                                                               |
| 17 mars 1989      | 24 mars 2001      | André Guillemot                                               |           |                                                                               |
| 24 mars 2001      | 14 mars 2008      | Bernard Galliot                                               |           |                                                                               |
| 14 mars 2008      | En cours          | Joël Debuigne,                                                | DVD       | Chef d'entreprise de dix salariés ou plus Adjoint de 1995 à 2001              |

Un conseil municipal des jeunes existe depuis 2008. Il est élu par les élèves des classes de CM1 et CM2 et se compose de 18 jeunes. Le mandat est de 2 ans. Parmi les actions les plus courantes : participation aux différentes commémorations et manifestations organisées par la municipalité, participation au service lors du repas des aînés, nettoyage de printemps en 2018 et 2019, organisation des olympiades parents-enfants, etc.

## Population et société

### Démographie
Les habitants de la commune sont appelés les ''Huissellois'', gentilé officialisé par vote du conseil municipal le 6 juin 1985.

#### Évolution démographique
L'évolution du nombre d'habitants est connue à travers les recensements de la population effectués dans la commune depuis 1793. Pour les communes de moins de 10 000 habitants, une enquête de recensement portant sur toute la population est réalisée tous les cinq ans, les populations de référence des années intermédiaires étant quant à elles estimées par interpolation ou extrapolation. Pour la commune, le premier recensement exhaustif entrant dans le cadre du nouveau dispositif a été réalisé en 2006.

En 2022, la commune comptait 2 293 habitants, en évolution de +0,57 % par rapport à 2016 (Loir-et-Cher : −1,15 %, France hors Mayotte : +2,11 %).
| 1793  | 1800  | 1806  | 1821  | 1831  | 1836  | 1841  | 1846  | 1851  |
| ----- | ----- | ----- | ----- | ----- | ----- | ----- | ----- | ----- |
| 1 163 | 1 074 | 1 186 | 1 379 | 1 530 | 1 531 | 1 515 | 1 545 | 1 555 |

| 1856  | 1861  | 1866  | 1872  | 1876  | 1881  | 1886  | 1891  | 1896  |
| ----- | ----- | ----- | ----- | ----- | ----- | ----- | ----- | ----- |
| 1 527 | 1 484 | 1 545 | 1 456 | 1 374 | 1 478 | 1 424 | 1 409 | 1 383 |

| 1901  | 1906  | 1911  | 1921  | 1926  | 1931  | 1936  | 1946  | 1954  |
| ----- | ----- | ----- | ----- | ----- | ----- | ----- | ----- | ----- |
| 1 342 | 1 264 | 1 229 | 1 120 | 1 090 | 1 098 | 1 028 | 1 131 | 1 145 |

| 1962  | 1968  | 1975  | 1982  | 1990  | 1999  | 2006  | 2011  | 2016  |
| ----- | ----- | ----- | ----- | ----- | ----- | ----- | ----- | ----- |
| 1 248 | 1 202 | 1 286 | 1 738 | 1 834 | 1 906 | 2 099 | 2 231 | 2 280 |

| 2021  | 2022  | - | - | - | - | - | - | - |
| ----- | ----- | - | - | - | - | - | - | - |
| 2 308 | 2 293 | - | - | - | - | - | - | - |

#### Pyramide des âges
La population de la commune est relativement jeune.
En 2018, le taux de personnes d'un âge inférieur à 30 ans s'élève à 33,4 %, soit au-dessus de la moyenne départementale (31,3 %). À l'inverse, le taux de personnes d'âge supérieur à 60 ans est de 24,9 % la même année, alors qu'il est de 31,6 % au niveau départemental.
En 2018, la commune comptait 1 126 hommes pour 1 171 femmes, soit un taux de 50,98 % de femmes, légèrement inférieur au taux départemental (51,45 %).
Les pyramides des âges de la commune et du département s'établissent comme suit.
| Hommes | Classe d’âge | Femmes |
| ------ | ------------ | ------ |
| 0,6    | 90 ou +      | 0,9    |
| 4,8    | 75-89 ans    | 5,0    |
| 20,0   | 60-74 ans    | 18,5   |
| 21,5   | 45-59 ans    | 22,5   |
| 19,2   | 30-44 ans    | 20,2   |
| 14,6   | 15-29 ans    | 15,0   |
| 19,3   | 0-14 ans     | 18,0   |

| Hommes | Classe d’âge | Femmes |
| ------ | ------------ | ------ |
| 1,1    | 90 ou +      | 2,6    |
| 9,2    | 75-89 ans    | 11,9   |
| 19,7   | 60-74 ans    | 20,4   |
| 20,7   | 45-59 ans    | 20     |
| 16,5   | 30-44 ans    | 16,2   |
| 15,2   | 15-29 ans    | 13,2   |
| 17,6   | 0-14 ans     | 15,7   |

### Enseignement
La commune est rattachée à l'académie d'Orléans-Tours. Trois structures accueillent les enfants :
- Crèche des Petits Loups
- École maternelle des Petits Cartables
- École élémentaire

### Manifestations culturelles et festivités
Diverses manifestations ont lieu tous les ans : carnaval, fête des écoles, fête de la musique, les 10 bornes (course à pied), randonnée gourmande, brocante, marché de Noël entre autres.

### Santé
Un médecin généraliste exerce sur la commune. Une pharmacie et un établissement psychiatrique, la clinique de Saumery, sont implantés sur son territoire.

### Sports

#### Équipements sportifs
- Stade de la Tonnelle : stade municipal de football.
- Aire de l'Hardillet : terrains de pétanque, basket, jeux pour enfants.
- Courts de tennis couverts.

#### Activités sportives
Plusieurs clubs sportifs sont actifs sur la commune :
- Athletic club de Chambord (ACC), pour pratiquer le football, la randonnée ou la course à pied.
- Bushido Iaïdo 41
- La Pétanque Huisselloise
- Le Tennis du Grand Chambord, issu de la fusion des clubs de Mont-près-Chambord, Saint-Claude-de-Diray et Huisseau-sur-Cosson.

##### Randonnée
Le "sentier de grande randonnée 3" qui relie le mont Gerbier de Jonc à La Baule en suivant la vallée de la Loire traverse la commune au niveau de La Chaussée-le-Comte.

##### Vélo
Les circuits balisés 8 et 9 passent par Huisseau-sur-Cosson et font partie des itinéraires des châteaux à vélo, le circuit 9 est relié à la Loire à Vélo.

## Économie

### Revenus de la population et fiscalité
Les indicateurs de revenus et de fiscalité à Huisseau-sur-Cosson et dans l'ensemble du Loir-et-Cher sont présentés ci-dessous.
|                                                                   | Huisseau-sur-Cosson | Loir-et-Cher |
| ----------------------------------------------------------------- | ------------------- | ------------ |
| Nombre de ménages fiscaux                                         | 935                 | 145 025      |
| Nombre de personnes dans les ménages fiscaux                      | 2 286               | 325 228      |
| Médiane du revenu disponible par unité de consommation (en euros) | 22 496              | 20 525       |
| Part des ménages fiscaux imposés                                  | 62 %                | 50,4 %       |

### Emploi
|                                                              | Commune | Commune | Commune | Commune | Loir-et-Cher | Loir-et-Cher | Loir-et-Cher | Loir-et-Cher | Région Centre-Val de Loire | Région Centre-Val de Loire | Région Centre-Val de Loire | Région Centre-Val de Loire |
|                                                              | 2016    | 2016    | 2011    | 2011    | 2016         | 2016         | 2011         | 2011         | 2016                       | 2016                       | 2011                       | 2011                       |
|                                                              | Nombre  | %       | Nombre  | %       | Nombre       | %            | Nombre       | %            | Nombre                     | %                          | Nombre                     | %                          |
| ------------------------------------------------------------ | ------- | ------- | ------- | ------- | ------------ | ------------ | ------------ | ------------ | -------------------------- | -------------------------- | -------------------------- | -------------------------- |
| Agriculture                                                  | 0       | 0,0     | 5       | 2,7     | 5 550        | 4,4          | 5 673        | 4,5          | 34 495                     | 3,5                        | 37 238                     | 3,7                        |
| Industrie                                                    | 15      | 5,2     | 12      | 6,3     | 22 589       | 18,0         | 23 019       | 18,2         | 152 990                    | 15,6                       | 165 678                    | 16,6                       |
| Construction                                                 | 72      | 24,9    | 33      | 17,4    | 9 311        | 7,4          | 9 630        | 7,6          | 67 819                     | 6,9                        | 74 248                     | 7,4                        |
| Commerce, transports, services divers                        | 66      | 23,0    | 39      | 20,6    | 48 865       | 39,0         | 49 967       | 39,5         | 404 686                    | 41,4                       | 406 410                    | 40,8                       |
| Administration publique, enseignement, santé, action sociale | 135     | 46,9    | 101     | 53,0    | 39 084       | 31,2         | 38 091       | 30,1         | 317 880                    | 32,5                       | 313 700                    | 31,5                       |
| Ensemble                                                     | 288     | 100     | 190     | 100     | 125 399      | 100          | 126 380      | 100          | 977 869                    | 100                        | 997 274                    | 100                        |

### Entreprises et commerces
|                                                              | Total | % commune | % Loir-et-Cher | 0 salarié | 1 à 9 salarié(s) | 10 à 19 salariés | 20 à 49 salariés | 50 salariés ou plus |
| ------------------------------------------------------------ | ----- | --------- | -------------- | --------- | ---------------- | ---------------- | ---------------- | ------------------- |
| Ensemble                                                     | 164   | 100,0     | 100,0          | 138       | 21               | 3                | 1                | 1                   |
| Agriculture, sylviculture et pêche                           | 8     | 4,9       | 11,8           | 6         | 2                | 0                | 0                | 0                   |
| Industrie                                                    | 10    | 6,1       | 6,5            | 8         | 2                | 0                | 0                | 0                   |
| Construction                                                 | 20    | 12,2      | 10,3           | 15        | 4                | 0                | 1                | 0                   |
| Commerce, transports, services divers                        | 100   | 61,0      | 57,9           | 89        | 10               | 1                | 0                | 0                   |
| dont commerce et réparation automobile                       | 31    | 18,9      | 17,5           | 27        | 4                | 0                | 0                | 0                   |
| Administration publique, enseignement, santé, action sociale | 26    | 15,9      | 13,5           | 20        | 3                | 2                | 0                | 1                   |

#### Agriculture
Au début du XXe siècle, Huisseau-sur-Cosson produisait en particulier des pommes de terre de consommation, des prunes, des pommes et poires à cidre, des vins de Sologne.

## Culture locale et patrimoine

### Vie culturelle
Différentes associations animent la commune :
- Amicale du chien de recherche du pays de Chambord
- Arts et loisirs
- Association intercommunale pays de Chambord / Tanghin au Burkina Faso
- Bien naître en famille
- Société de chasse
- Comité des fêtes
- Club thérapeutique de Saumery
- CPP (Collectionneurs Passionnés Passionnants)
- Dansons
- DDH (Danse et Détente à Huisseau)
- Erebos association
- FEH (Fête des Enfants Huissellois)
- FNACA (Fédération Nationale des Anciens Combattants en Algérie)
- IMAGE'IN, club photo
- Initiative Huisseau, organisation du salon Art et Artisanat, lequel a fêté son 40e anniversaire en 2019[69]
- Mil'et une notes, école de musique, harmonie de 25 musiciens et banda Miluz'band
- Temps libre : marche, loto, belote, voyages et sorties
- Yoga

### Patrimoine civil
Une petite partie du domaine national de Chambord (« tour d’échelle » du parc) se situe sur la commune.

#### Les châteaux
Ils sont tous privés; seul le château des Grotteaux se visite.
- Château de Biou (XIXe siècle) : lieu de naissance de Jacques de Morgan; il est occupé par les Prussiens en 1870 et sert alors d'hôpital militaire.
- Château des Grotteaux : le domaine des Grotteaux abrite un château du XVIIe siècle. Il est inscrit aux monuments historiques pour son château et son parc, lequel contient entre autres des cyprès chauves et un menhir[71].
- Château de la Motte-Boulogne[72] : il est construit à la fin du XVe siècle puis est remanié au XIXe siècle.
- Château de Nanteuil[73] : propriété de la famille Courtin au XVIIe siècle, reconstruit au XVIIIe siècle. Ses propriétaires ont participé à la résistance pendant la Seconde Guerre mondiale.
- Château de Saumery (XVIe siècle)[74] : propriété de la famille de Johanne de la Carre (ancien gouverneur de Chambord et maire de Huisseau); c'est aujourd'hui un établissement psychiatrique.

A noter :
- Le château de Villeneuve[75] construit dans la deuxième moitié du XVIe siècle n'a plus ce titre aujourd'hui mais ses tours et sa muraille sont toujours visibles.
- Le château de l'Orme[76] construit au XVIIIe siècle a brûlé vers 1850 et n'a pas été reconstruit. Il ne subsiste aucun vestige.

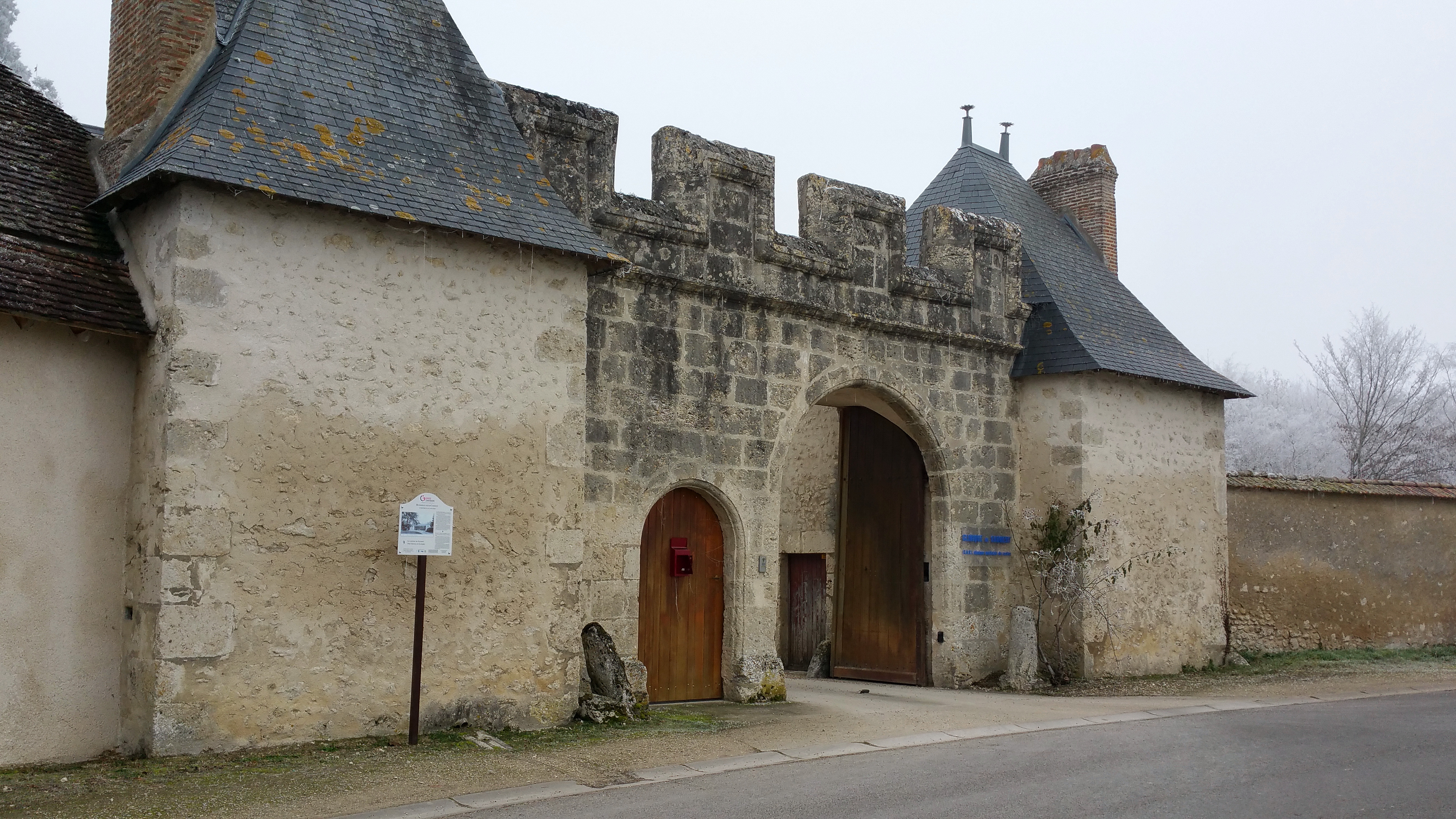
Saumery
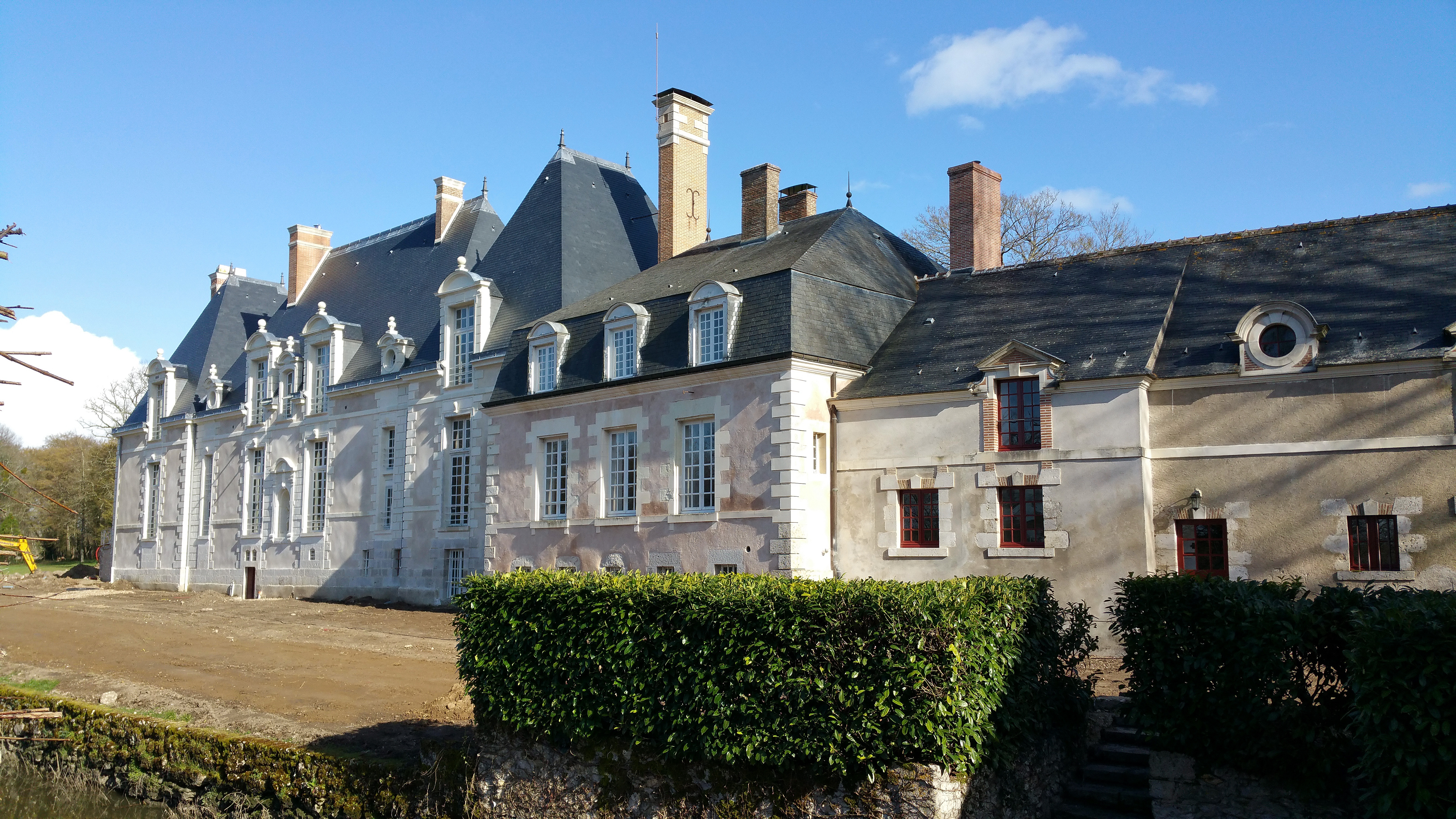
Château des Grotteaux
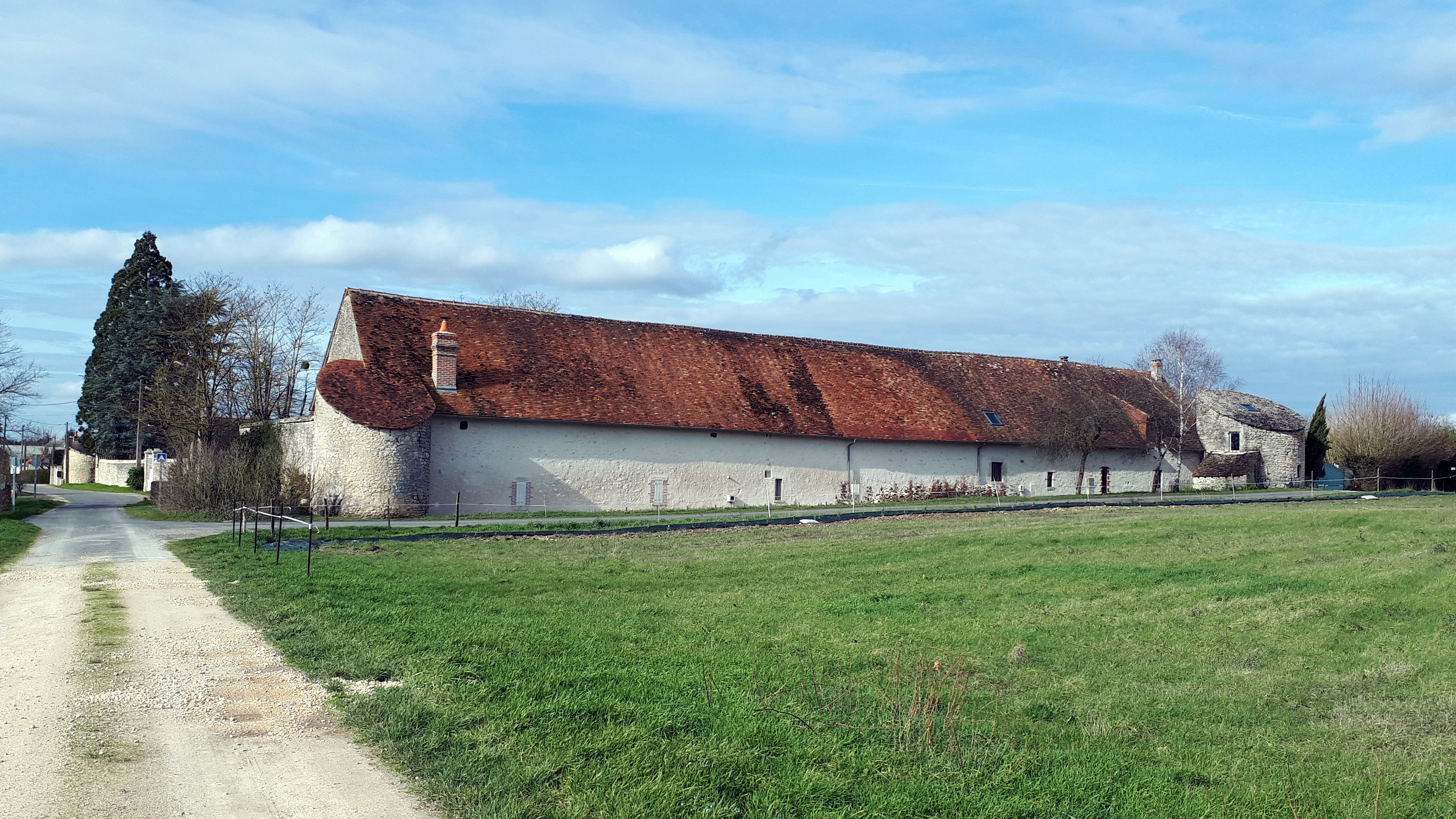
Villeneuve

#### Les lavoirs sur leCosson

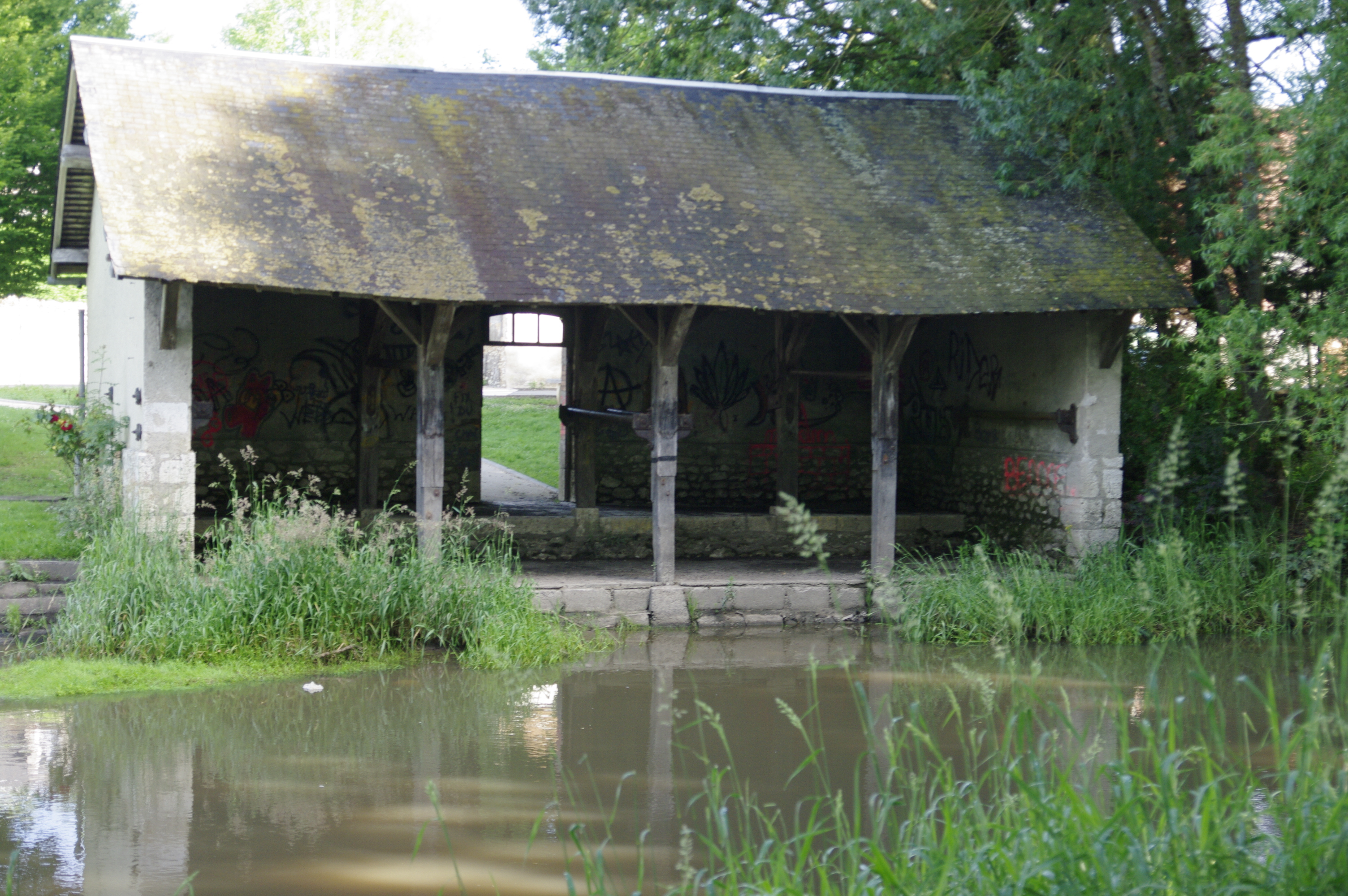
Le lavoir sur la rivière Cosson.
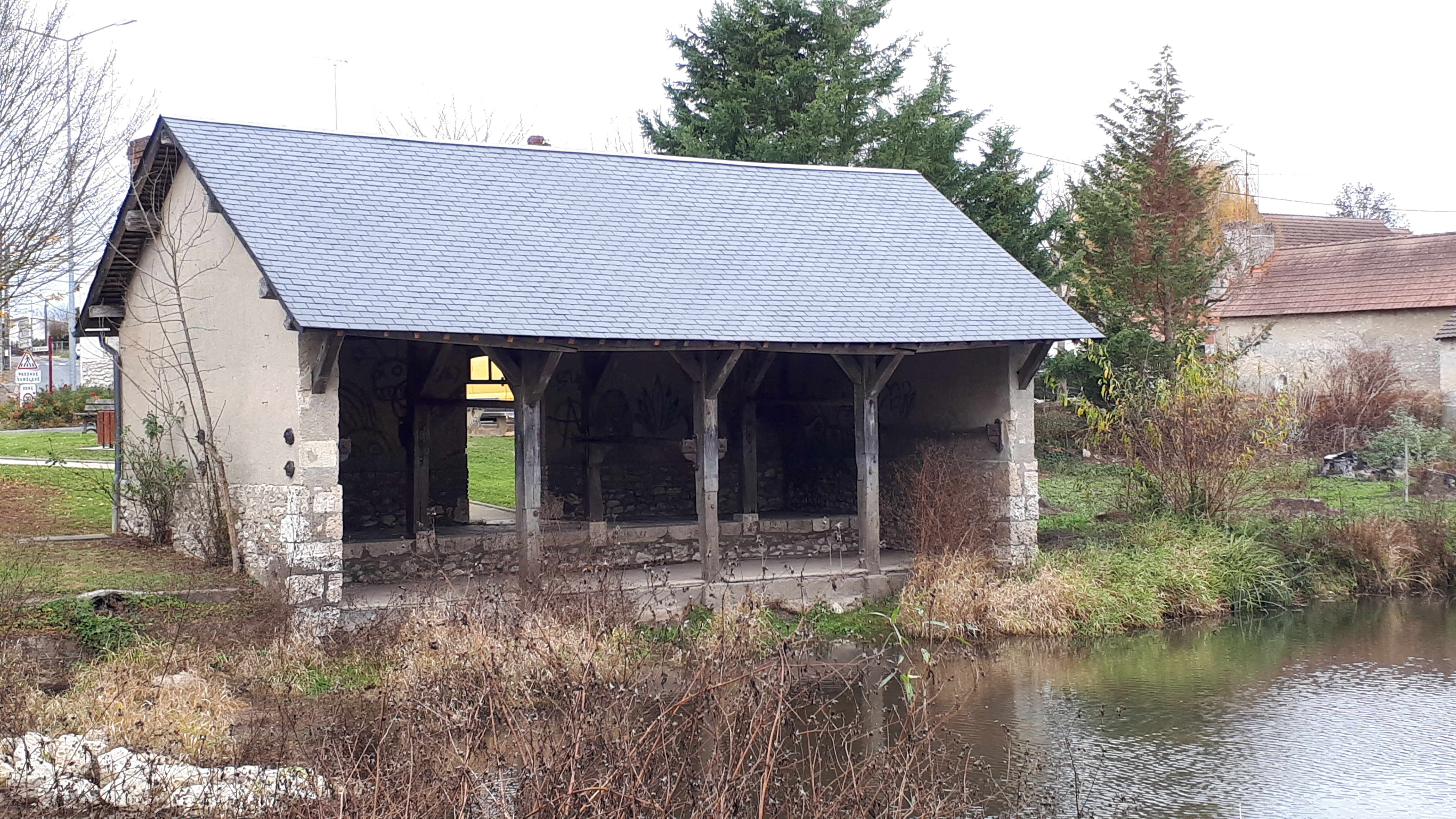
Lavoir sur le Cosson (bourg)
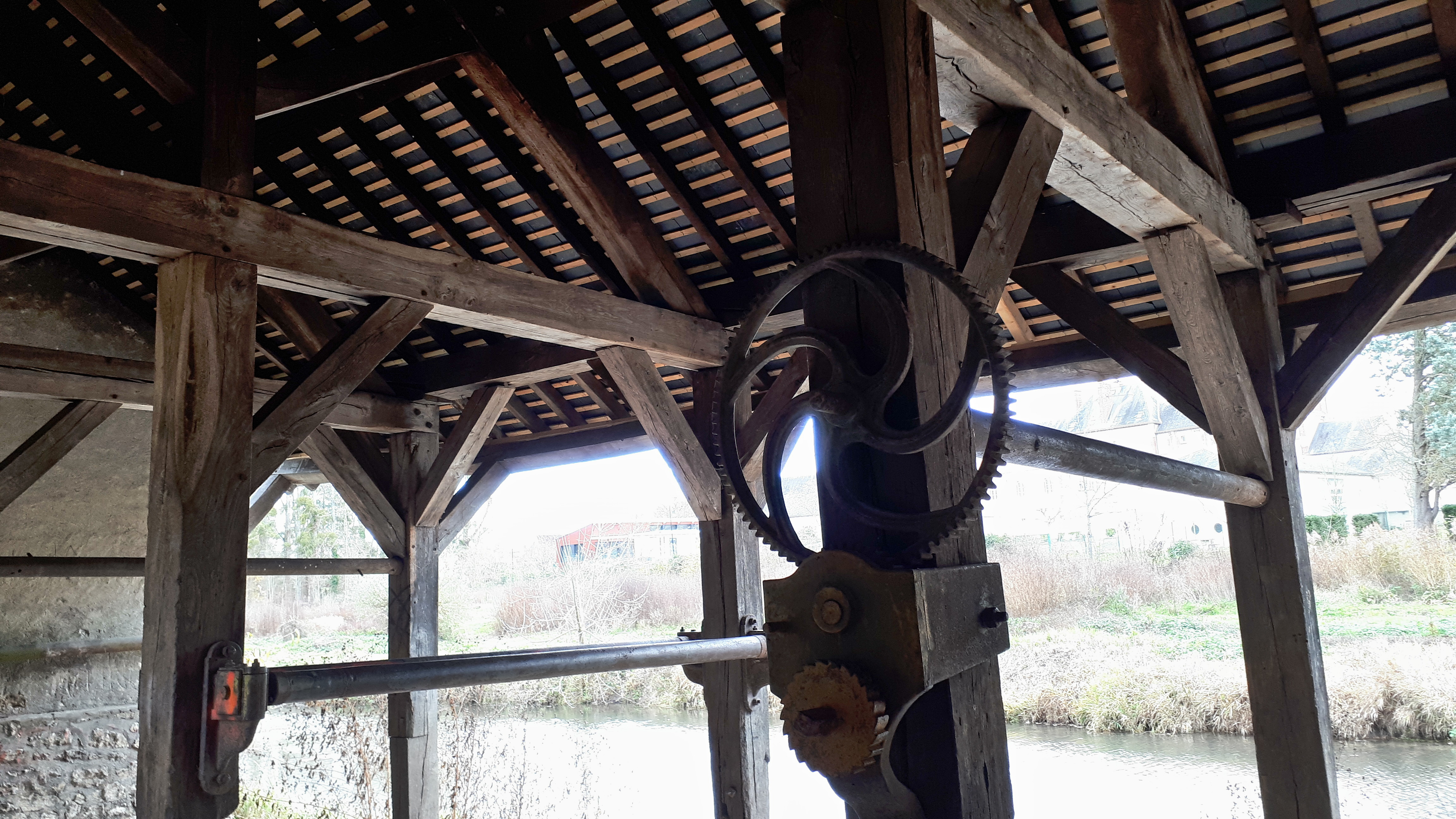
Intérieur du lavoir sur le Cosson (bourg)
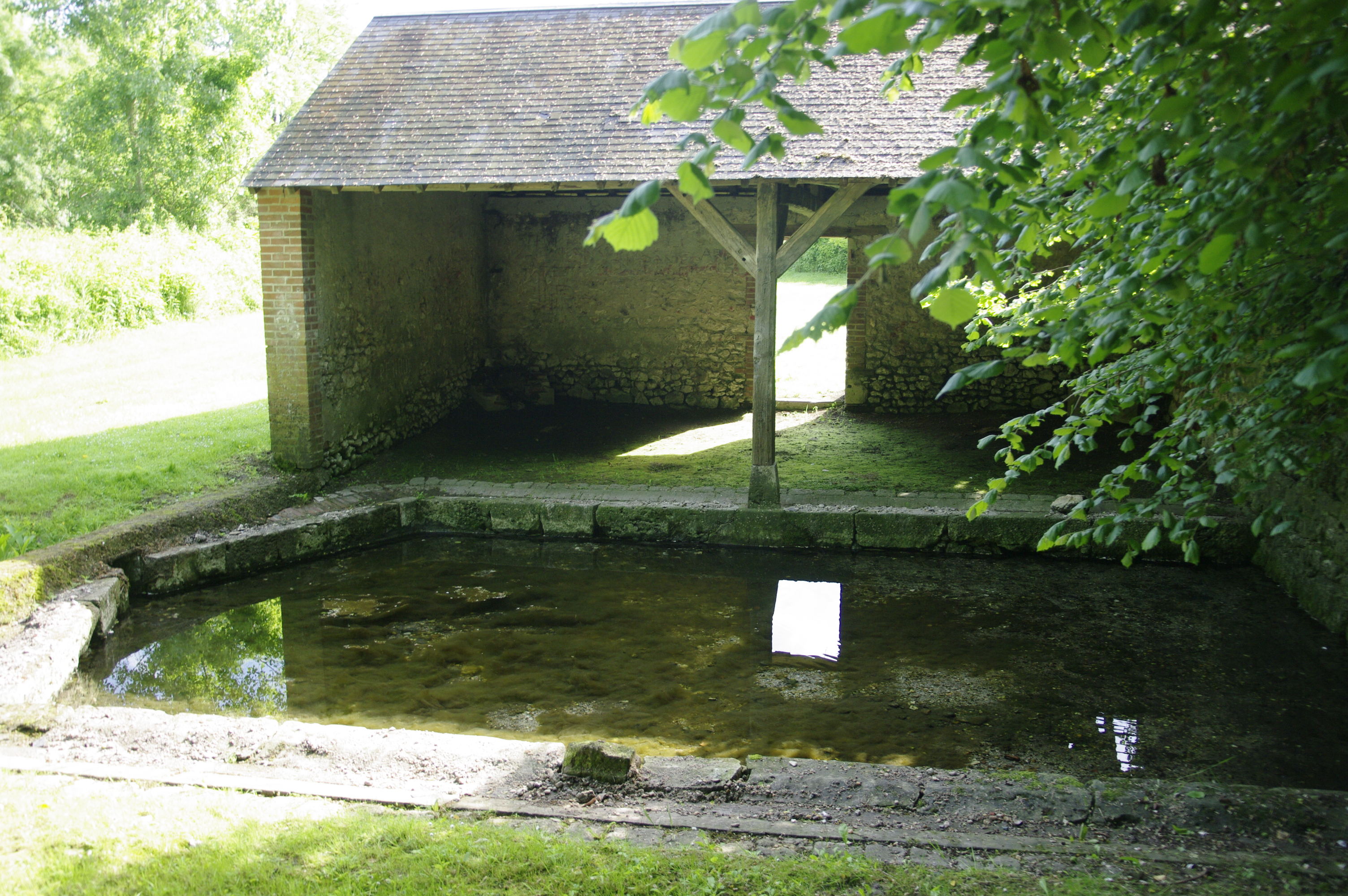
Lavoir situé à La-Chaussée-le-Comte.

#### Autres curiosités
- Quatre ponts permettent de franchir le Cosson; ils se situent au niveau de La-Chaussée-le Comte, du bourg, du château des Grotteaux et de Nanteuil. Entre ces deux derniers se trouve un ancien pont ferroviaire.

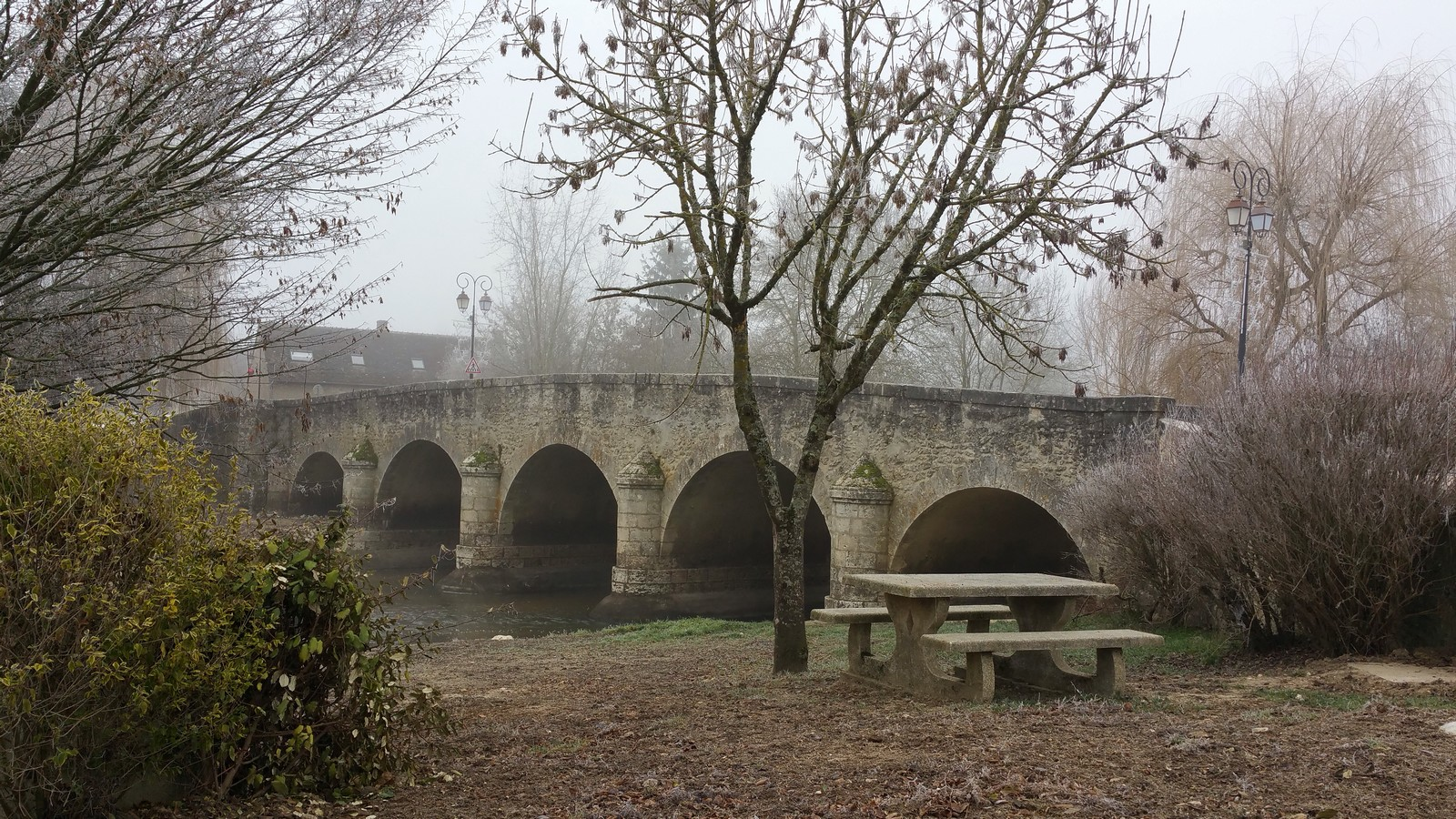
Pont sur le Cosson (bourg)
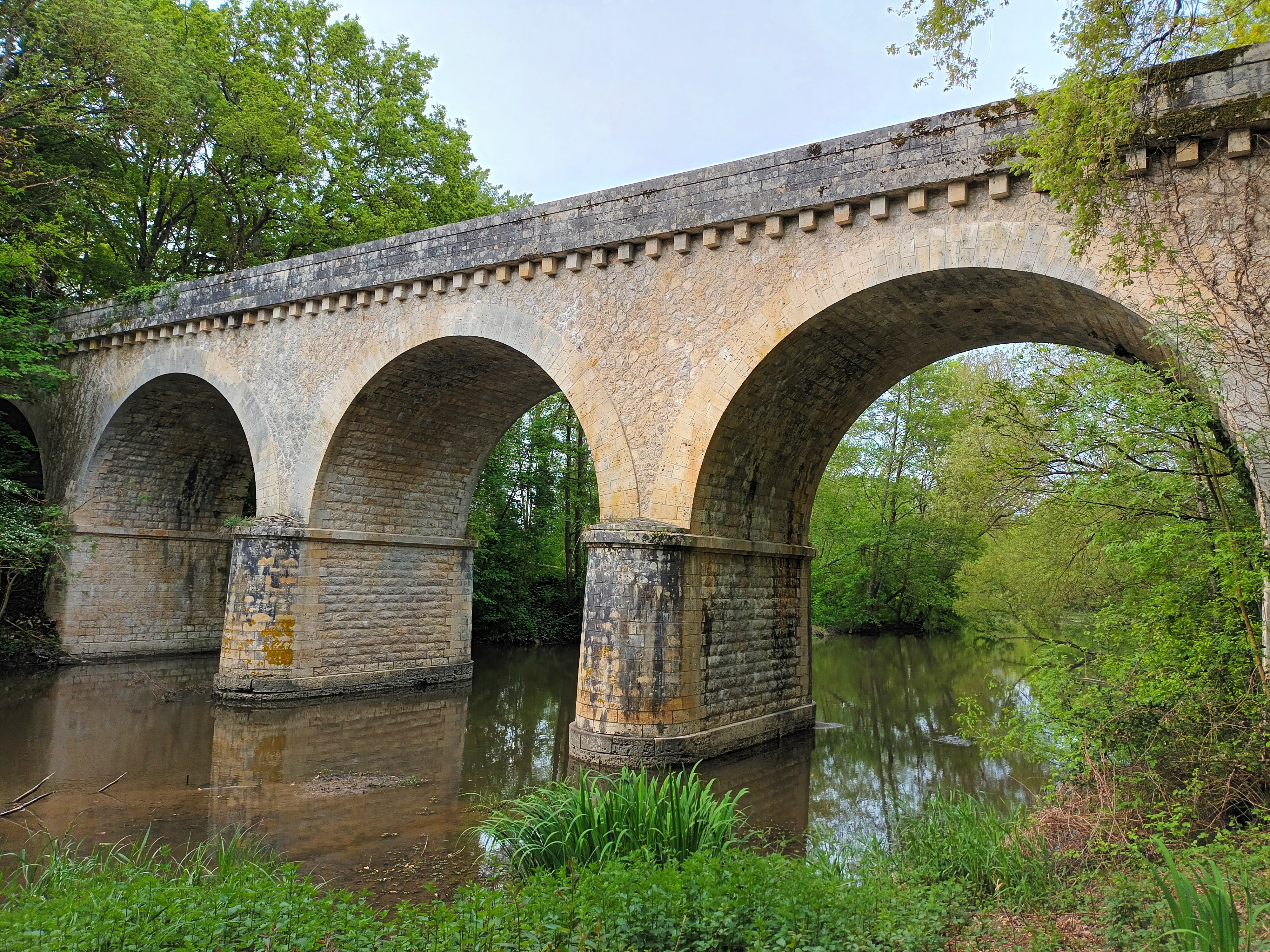
Ancien pont ferroviaire sur le Cosson

- La fontaine Saint-My.
- La croix Bourreau a été construite en hommage à un fait d'armes de la guerre de 1870.
- Le moulin des Landes, moulin à vent construit au XVIIIe siècle, lieu de parachutage en juillet 1944[77].

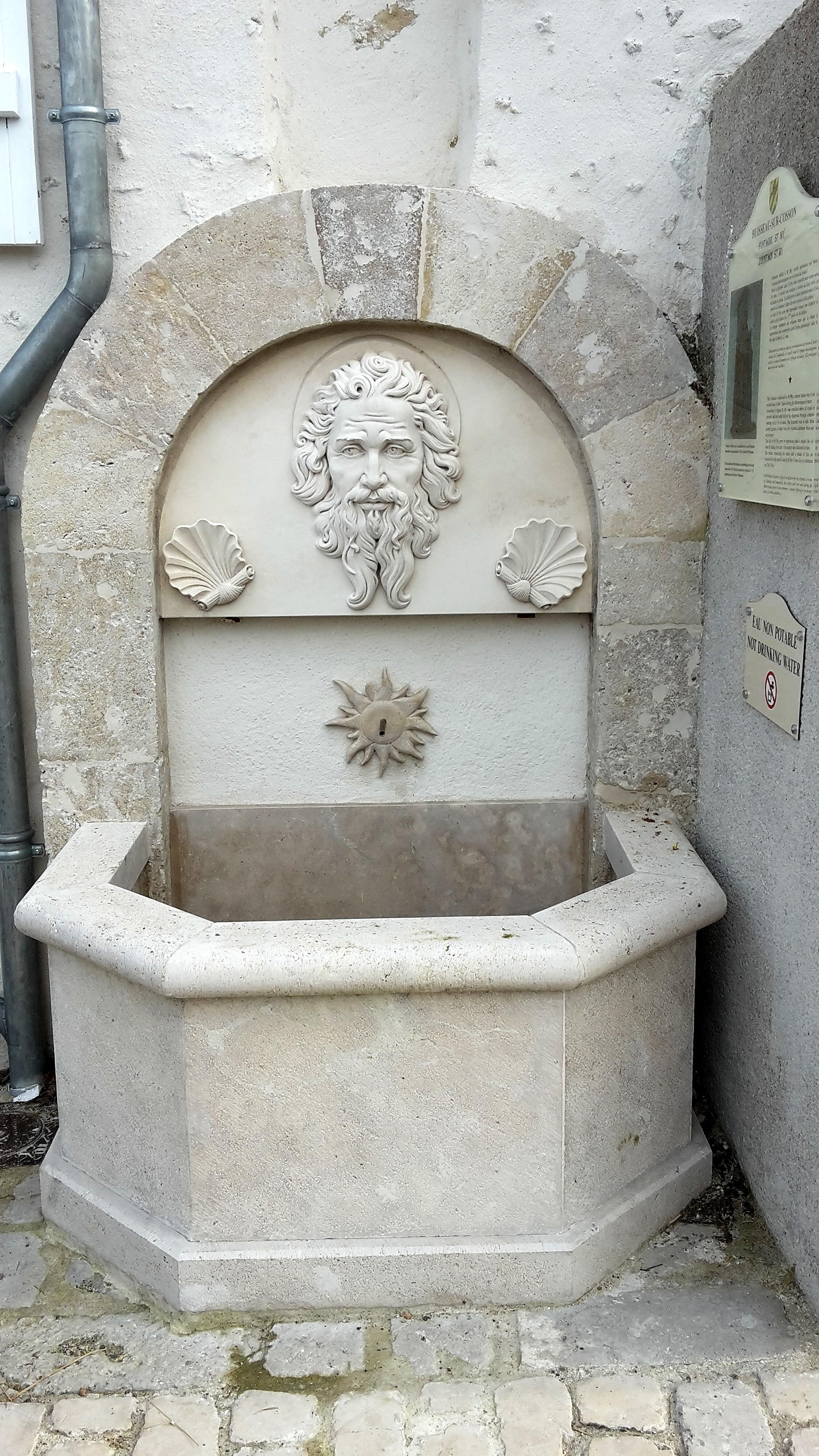
Fontaine Saint-My (rue du Pont)
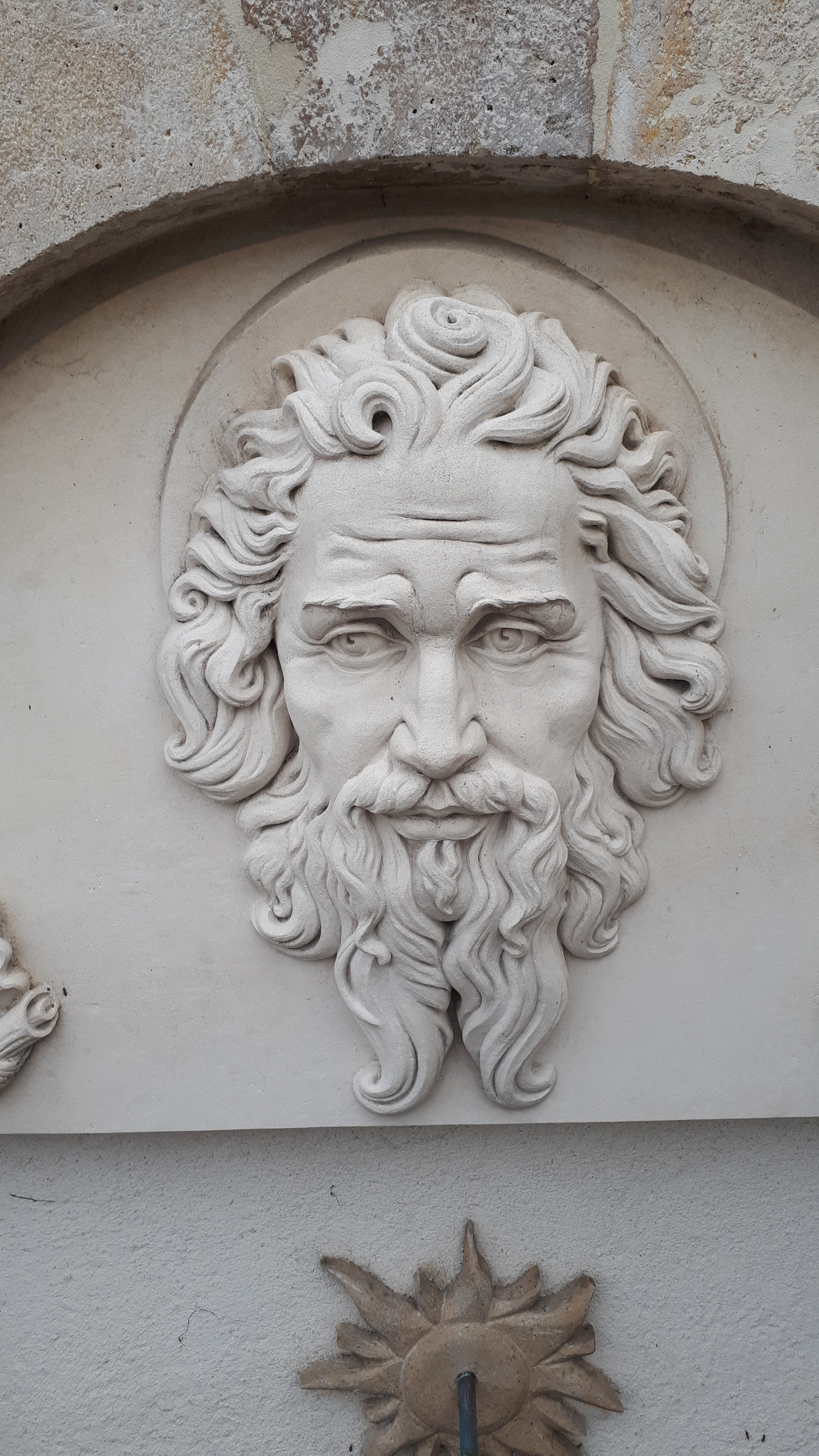
Fontaine Saint-My
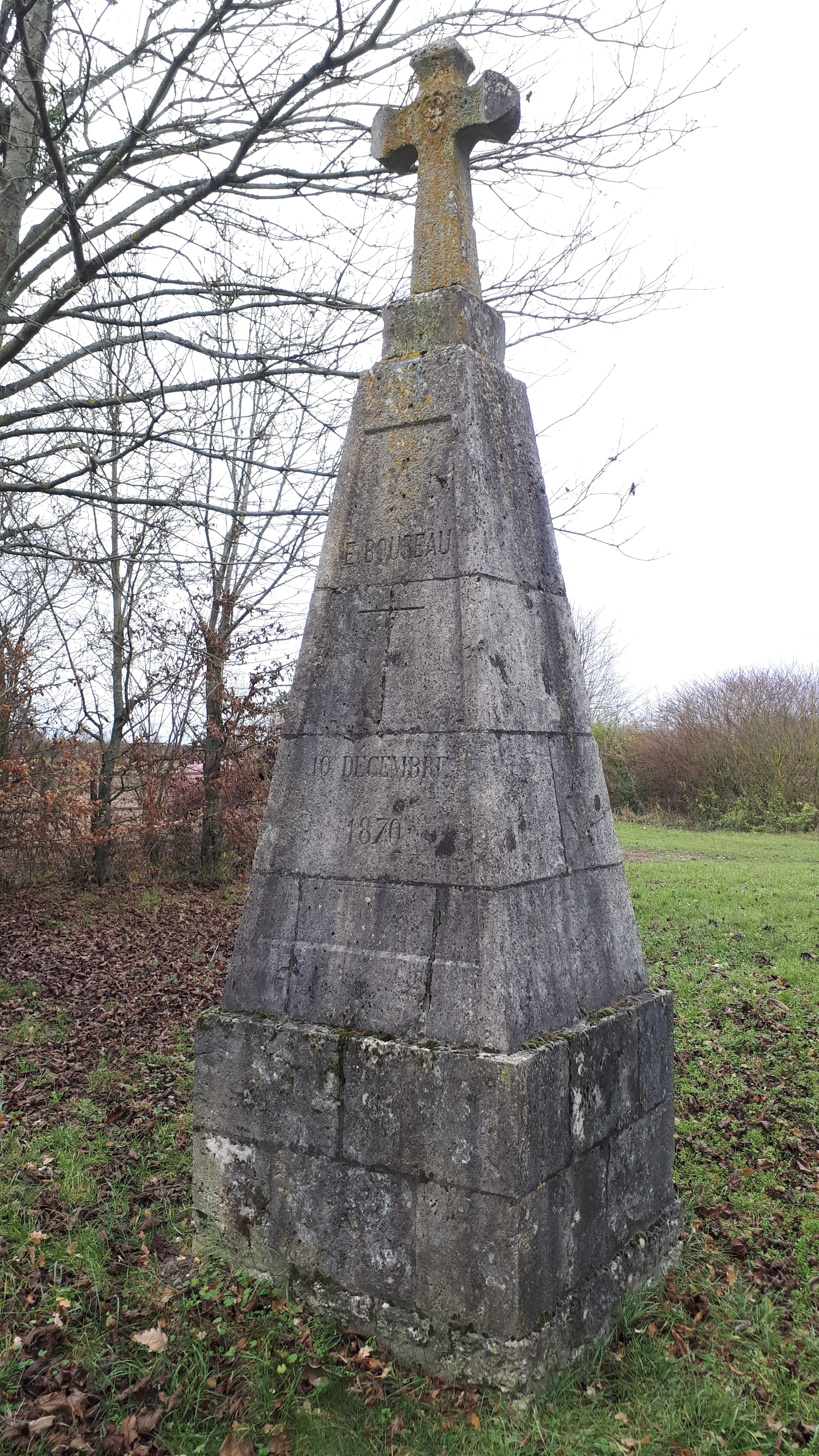
Croix Bourreau
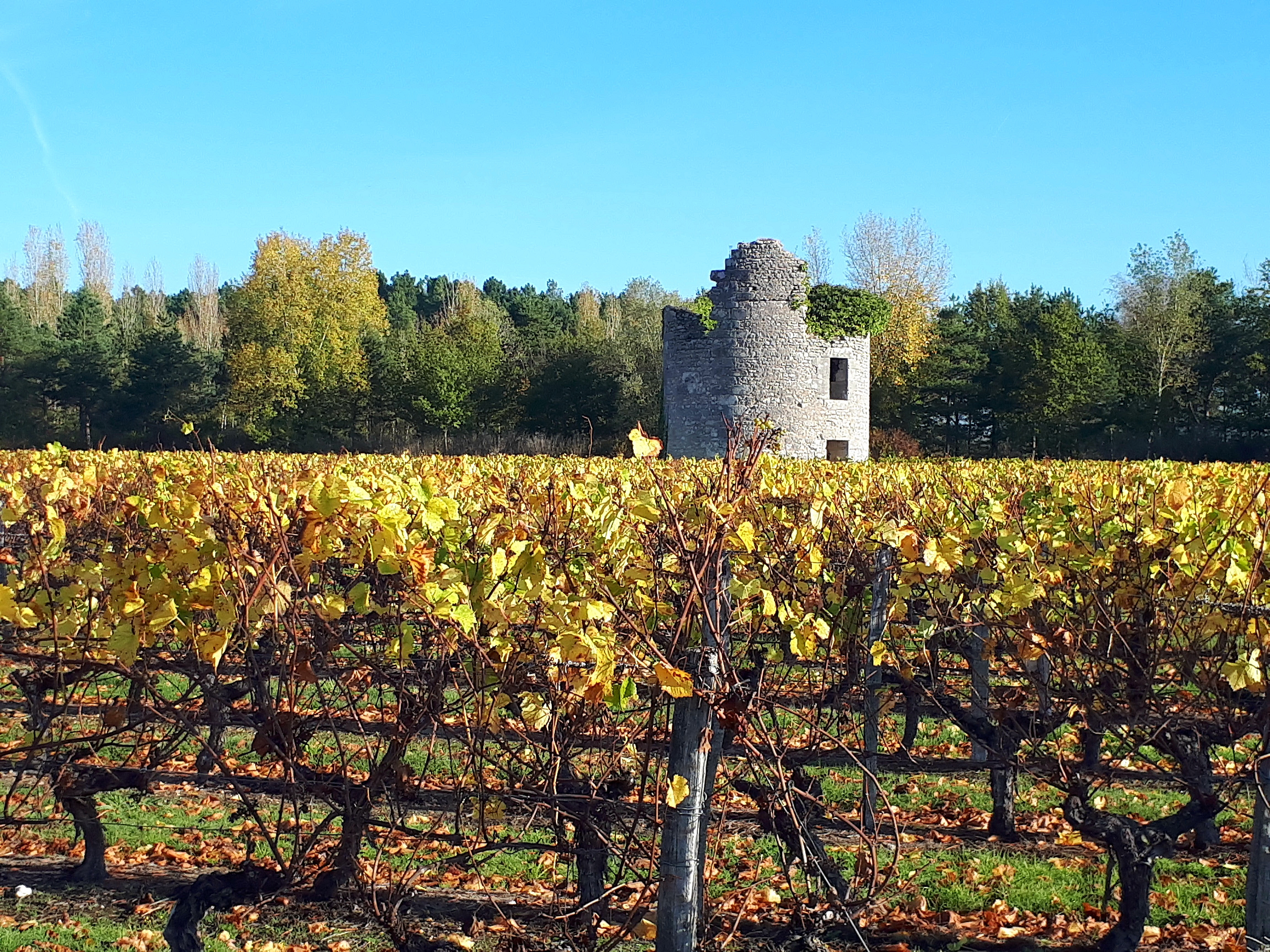
Moulin des Landes

### Patrimoine religieux

#### L'église Saint-Étienne
Elle possède les reliques de saint My dans une châsse en forme de chapelle réalisée par le sculpteur Nicolas Saget vers 1548. Les vitraux contemporains ont été faits par le maître verrier Henri Guérin.

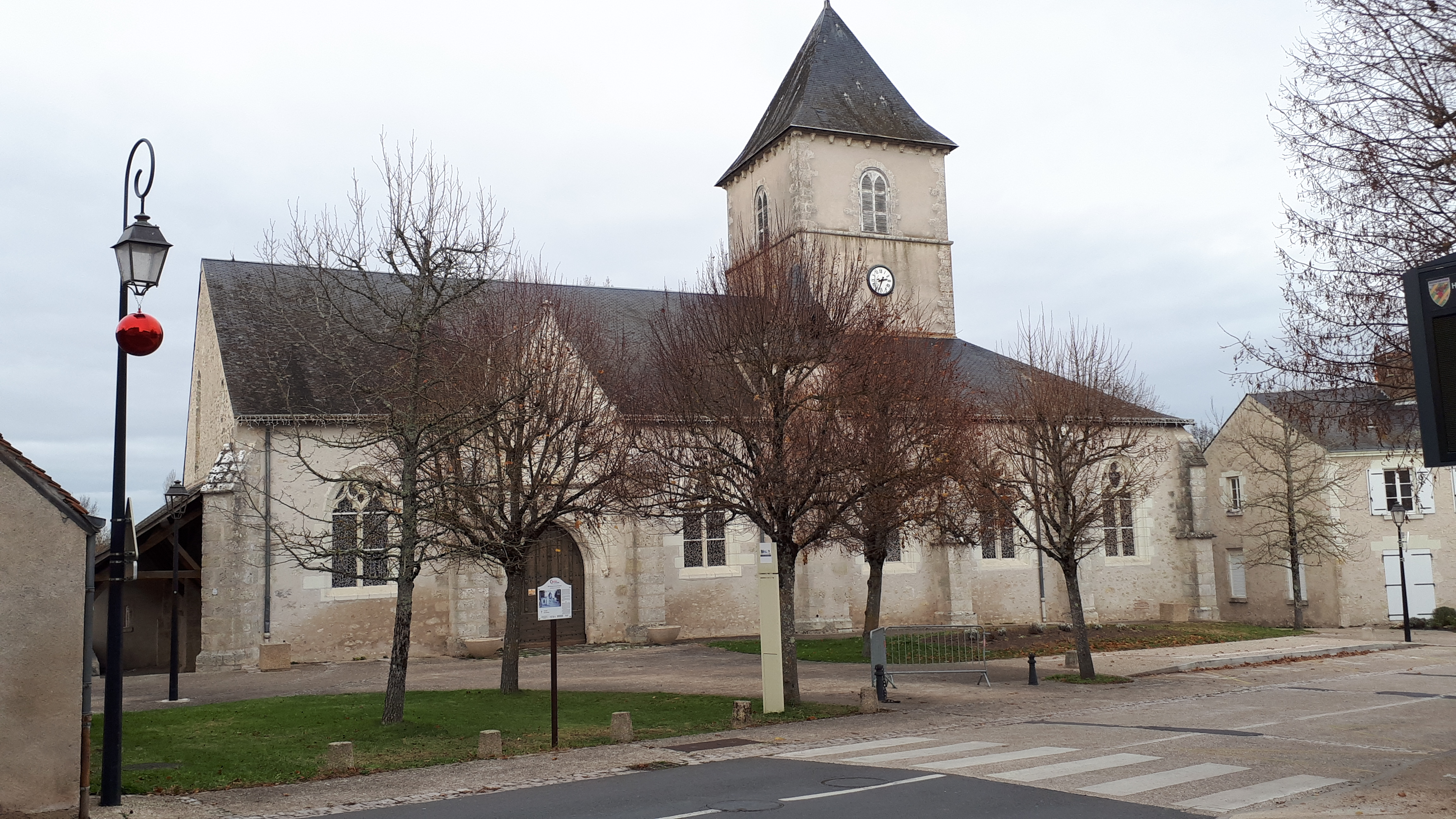
Eglise Saint-Etienne
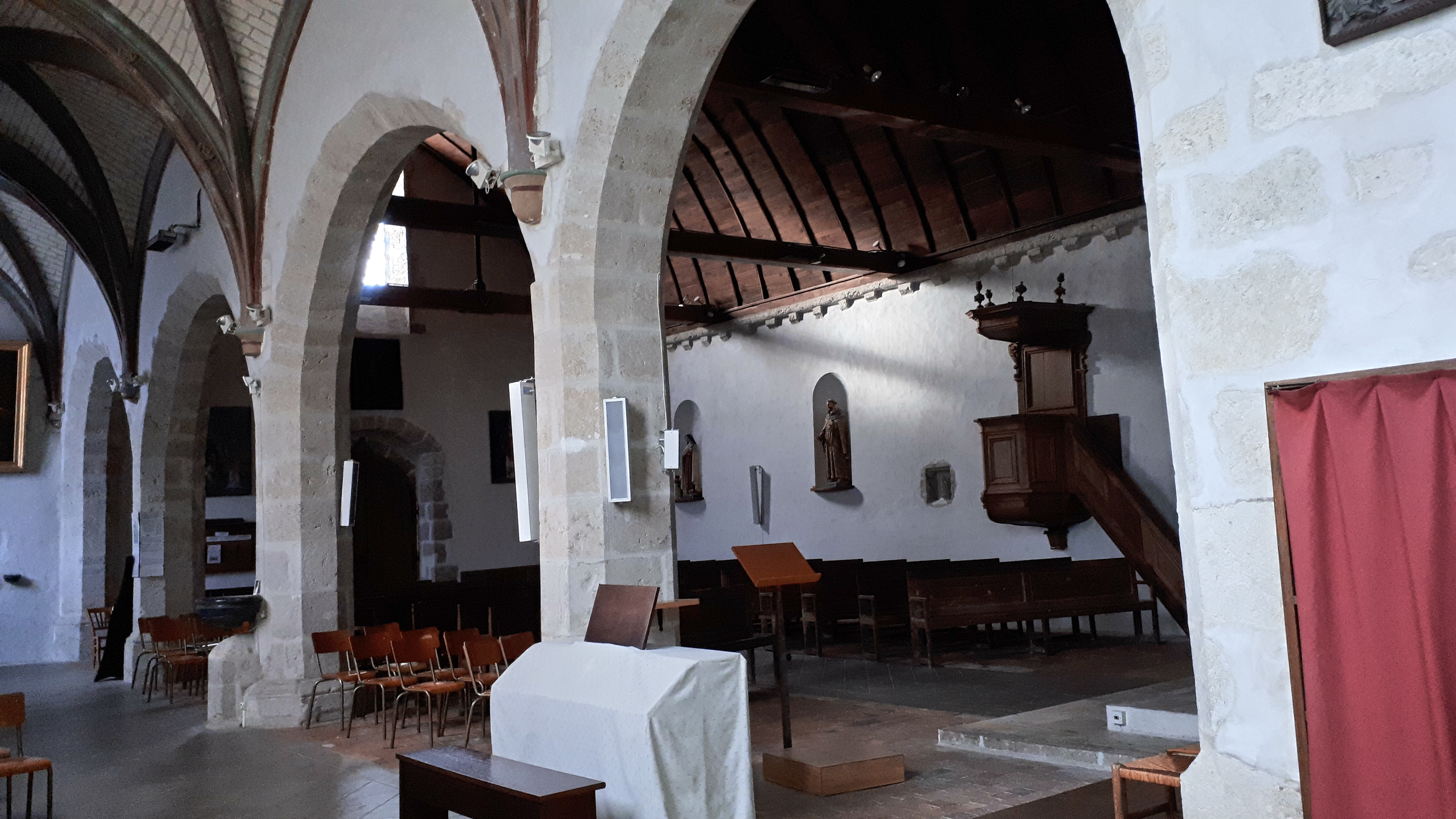
Intérieur de l'église Saint-Etienne
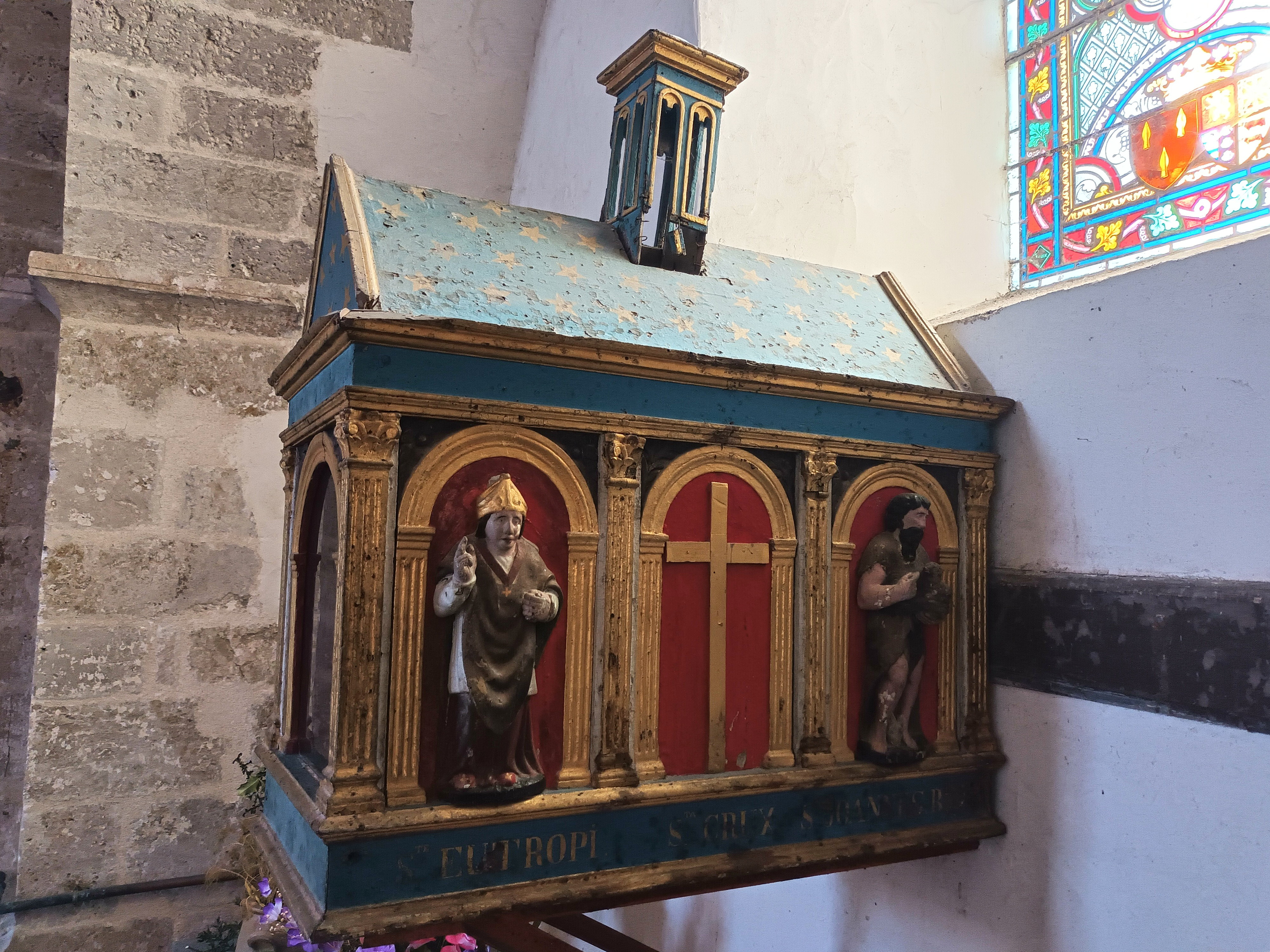
Châsse de saint My
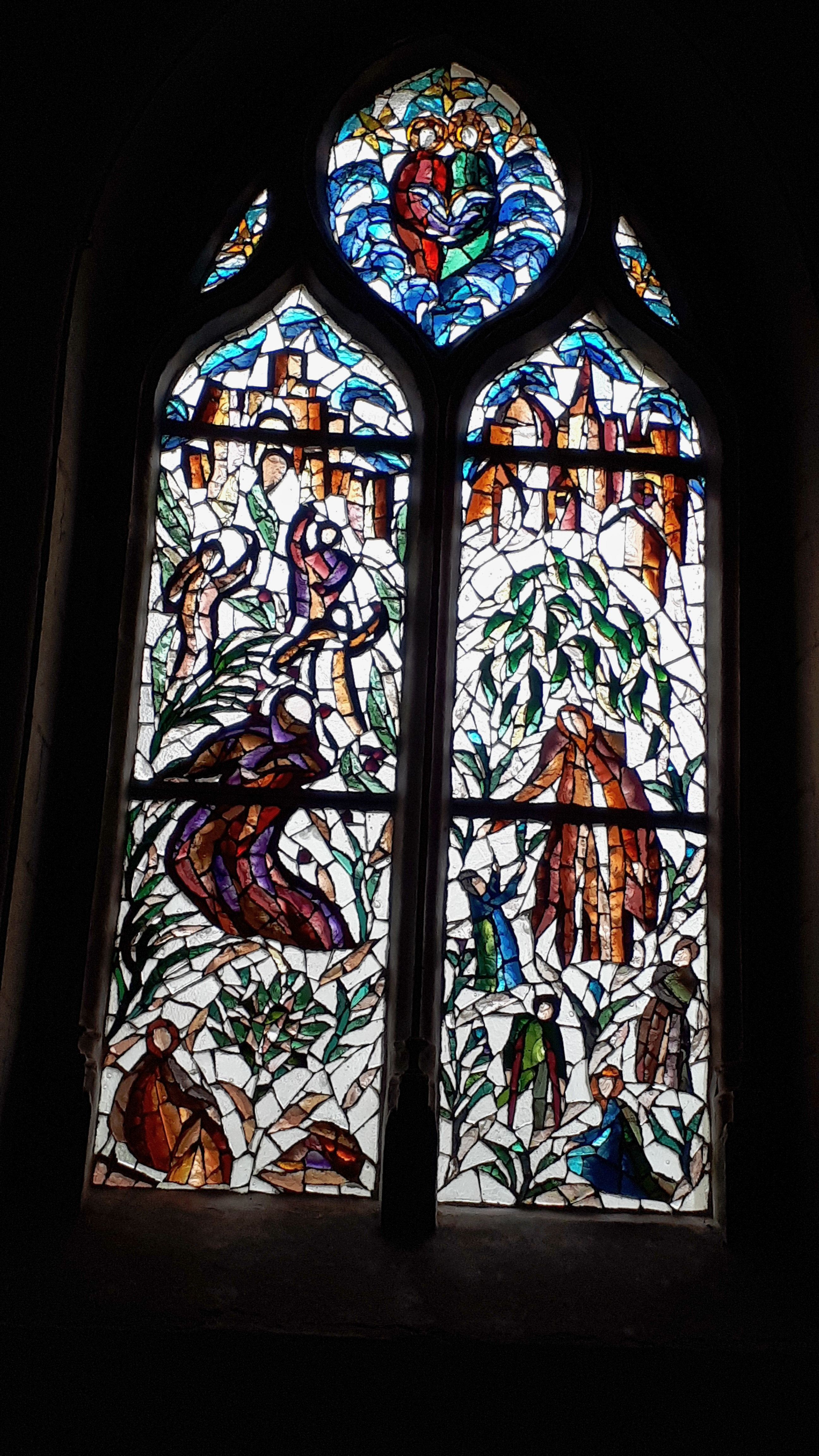
Vitrail de l'église Saint-Etienne

#### La chapelle Saint-My (Saint-Medicus), dite la vieille église
Ce bâtiment est aujourd'hui en ruine et en cours de remise en valeur. Il se compose d'une nef carrée (XIIe et XIIIe siècles), d'un chœur voûté en berceau et d'une abside en cul-de-four (Xe et XIe siècles). Une chapelle latérale a été ajoutée au XIIIe siècle côté sud, de même qu'un arc ogival entre la nef et le chœur. Les deux arcs en plein cintre donnant sur la nef sont aujourd'hui murés.

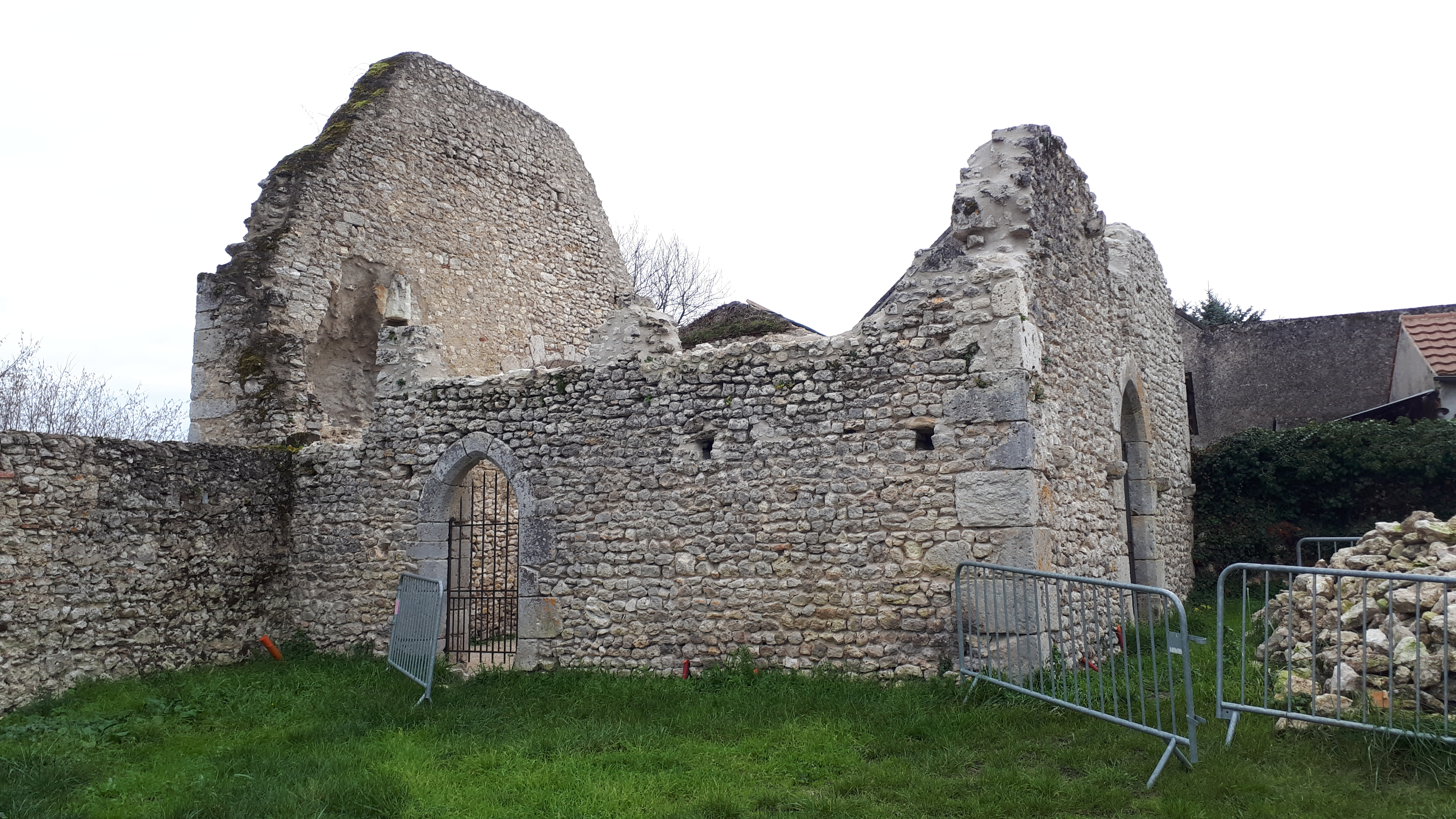
Portails nord et ouest
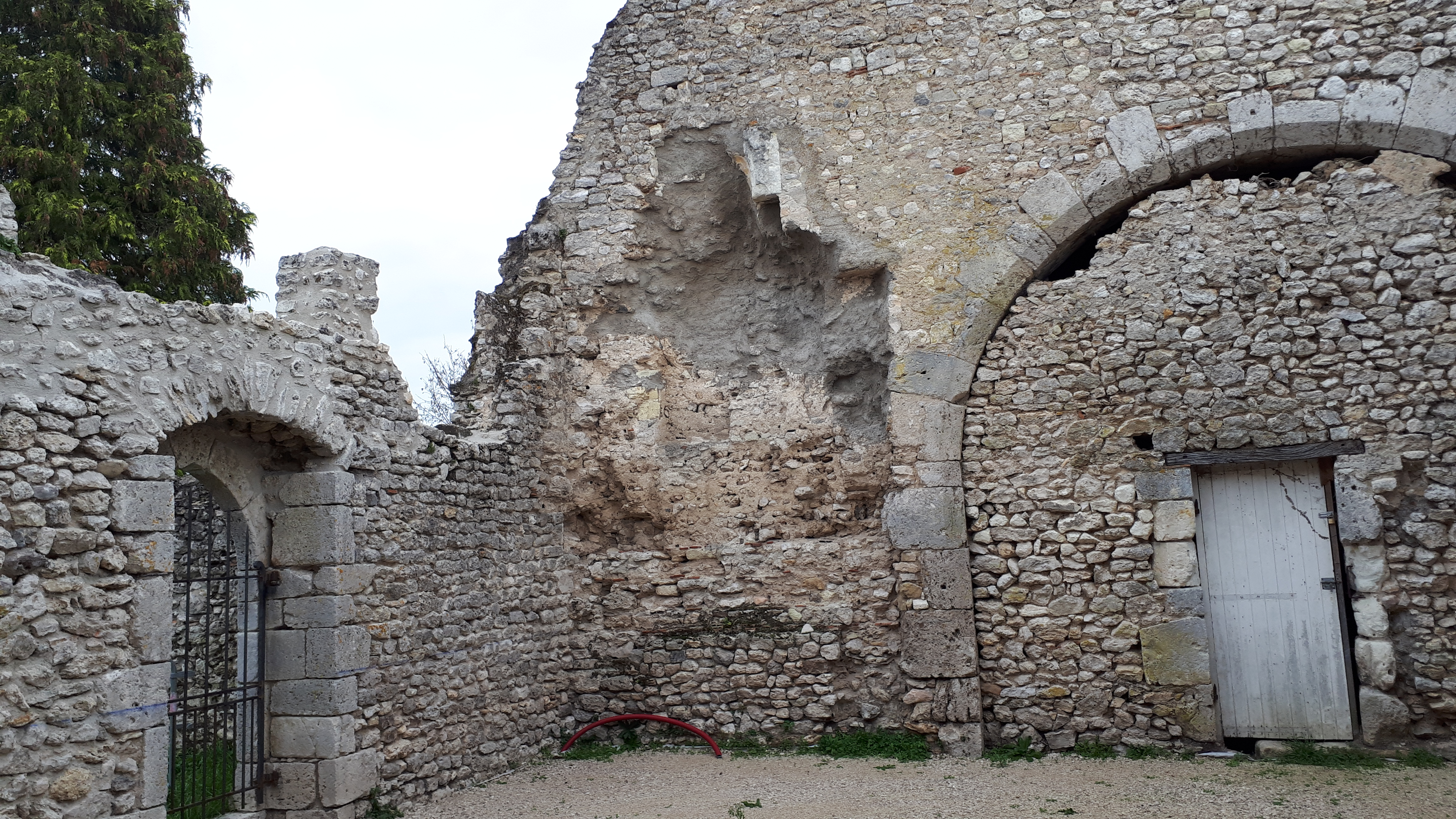
Portail nord et arc ogival donnant sur le chœur
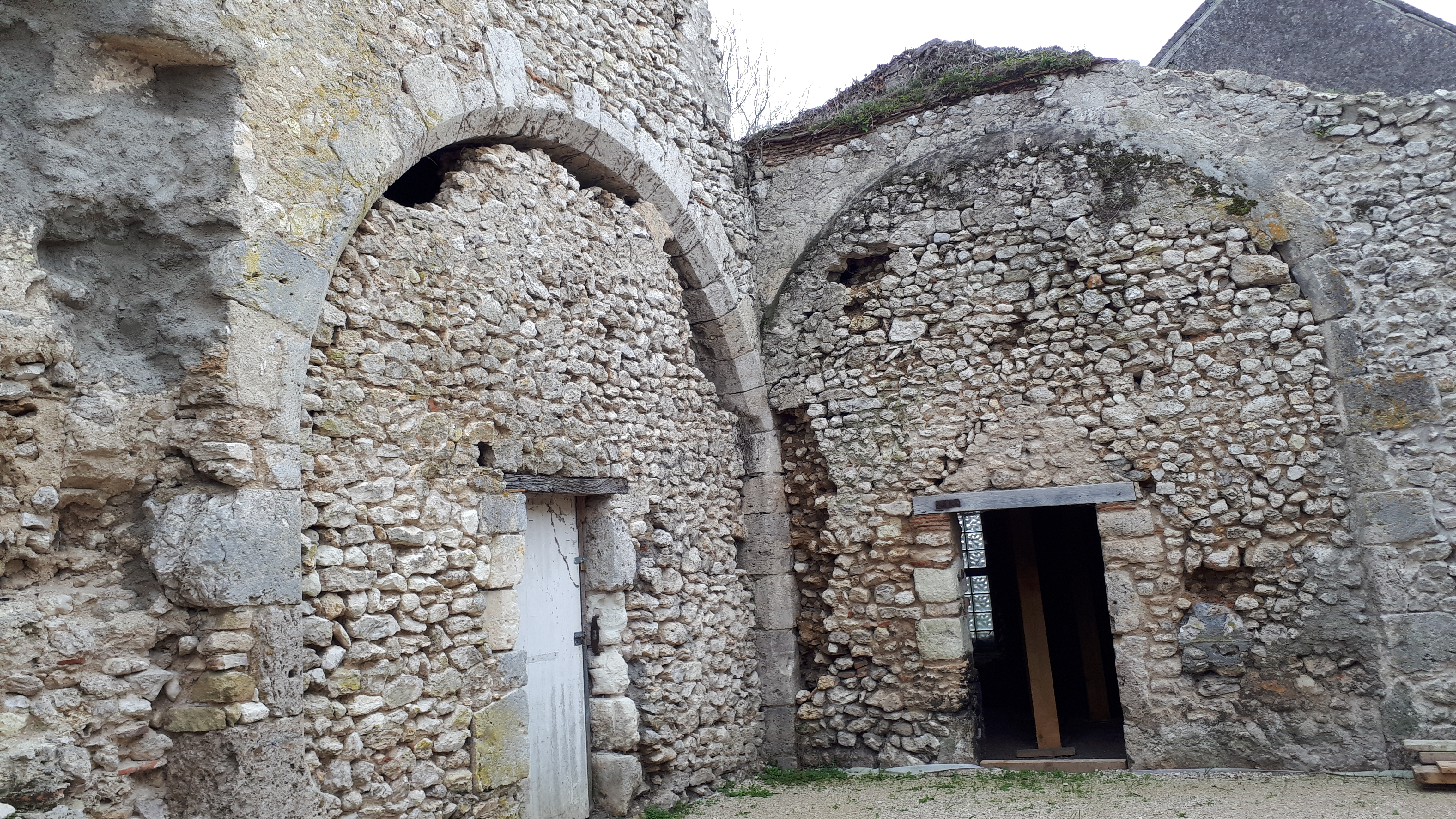
Arcs murés donnant sur le chœur et la chapelle sud

### Patrimoine environnemental
Huisseau fait partie de la zone Sologne de Natura 2000.

### Héraldique
|  | Les armoiries de Huisseau-sur-Cosson se blasonnent ainsi : De sinople à la cotice d'argent, aux trois barres d'or brochant, à la tête de cerf arrachée de gueules allumée d'or, brochant sur le tout. Création J.P. Fernon à partir des projets de M. Leroy, Mlle Regnier et M. Faivre-Royo (1990). |

Explication : Le vert, la bande d'argent, les trois barres d'or et le cerf représentent respectivement la forêt, le Cosson, les trois ponts sur le Cosson (le Chîteau, le bourg et La-Chaussée-le-Comte) et la Sologne.

### Personnalités liées à la commune
- Guillaume Ribier (1578-1663), conseiller d’État, propriétaire du domaine des Grotteaux.
- Comte Achille Joseph Delamarre (1790-1873), propriétaire du domaine des Grotteaux, aide de camp du maréchal Oudinot.
- Jacques de Morgan (1857-1924), égyptologue, né à Huisseau-sur-Cosson.
- Jean-François Deniau (1928-2007), homme politique, écrivain et navigateur, dont le grand-père Auguste Deniau fut maire de la commune en 1902[20].